# Bahnstrecke Plochingen–Immendingen
| Streckennummer (DB): | 4600 |                                                                     |                                                                     |
| Kursbuchstrecke (DB): | 740 (Stuttgart–Singen (Hohentwiel)/Freudenstadt) 743 (Rottweil/Sigmaringen–Blumberg-Zollhaus) 755 (Ulm–Donaueschingen) 760 (Stuttgart–Tübingen) 774 (Tübingen–Pforzheim) 790.1 (Herrenberg–Kirchheim (Teck)) |                                                                     |                                                                     |
| Kursbuchstrecke: | 325 (Plochingen – Tübingen Hbf 1946) 325a (Plochingen – Wendlingen (Neckar) 1946) 307h (Tübingen Hbf – Horb 1946) 307 (Horb – Immendingen 1946) 306a (Tuttlingen – Immendingen 1946)                         |                                                                     |                                                                     |
| Streckenlänge: | 161,496 km |                                                                     |                                                                     |
| Spurweite: | 1435 mm (Normalspur) |                                                                     |                                                                     |
| Streckenklasse: | D4 |                                                                     |                                                                     |
| Stromsystem: | Plochingen–Tübingen und Horb–Tuttlingen: 15 kV 16,7 Hz ~ |                                                                     |                                                                     |
| Minimaler Radius: | 222 m |                                                                     |                                                                     |
| Streckengeschwindigkeit: | 140 km/h |                                                                     |                                                                     |
| Zugbeeinflussung: | PZB, ZUB 262 |                                                                     |                                                                     |
| Zweigleisigkeit: | Plochingen–Tübingen, Horb–Neckarhausen, bis 1946 auch Neckarhausen–Tuttlingen |                                                                     |                                                                     |
| | |                                                                     |                                                                     |
| \| \| \| von Stuttgart \| \| \| \| 0,000 \| Plochingen \| Plochingen \| \| \| \| nach Neu-Ulm \| \| \| \| 1,137 \| Fils (43 m) \| Fils (43 m) \| \| \| \| von der Abzweigstelle Schnaitwald \| \| \| \| \| Anschluss Betonwerk Wernau \| \| \| \| 2,598 \| Wernau (Neckar) (bis 15. Mai 1938: Pfauhausen-Steinbach) \| Wernau (Neckar) (bis 15. Mai 1938: Pfauhausen-Steinbach) \| \| \| 5,633 \| Lauter (49 m) \| Lauter (49 m) \| \| \| \| Anschluss Firma Erwin Behr \| \| \| \| \| Anschluss Textilfabrik Otto & Söhne \| \| \| \| 6,689 \| Wendlingen (Neckar) (bis 1. April 1940: Unterboihingen) \| 264 m \| \| \| \| nach Oberlenningen \| \| \| \| 7,278 \| nach Wendlingen Rübholz \| nach Wendlingen Rübholz \| \| \| \| Schnellfahrstrecke Wendlingen–Ulm (im Bau) \| \| \| \| \| von Neckartal (Wendlinger Kurve, im Bau) \| \| \| \| 8,610 \| Oberboihingen Abzw \| Oberboihingen Abzw \| \| \| 9,508 \| Oberboihingen \| Oberboihingen \| \| \| 12,4+169 \| Nürtingen \| 283 m \| \| \| 12,4+20412,600 \| (Kilometersprung +4 m) \| (Kilometersprung +4 m) \| \| \| \| nach Neuffen \| \| \| \| 12,952 \| Bundesstraße 297 (37 m) \| Bundesstraße 297 (37 m) \| \| \| 13,086 \| Steinach (24 m) \| Steinach (24 m) \| \| \| 14,118 \| Bundesstraße 313 (34 m) \| Bundesstraße 313 (34 m) \| \| \| 17,200 \| Neckartailfingen (bis 1976) \| 306 m \| \| \| \| Autmut \| \| \| \| 22,194 \| Bempflingen (ehemals Bahnhof) \| 342 m \| \| \| \| Anschluss Sanner Korkwaren \| \| \| \| 26,206 \| Metzingen (Württ) \| 354 m \| \| \| \| nach Bad Urach \| \| \| \| 26,844 \| Erms \| Erms \| \| \| 28,979 \| Bundesstraße 312 (67 m) \| Bundesstraße 312 (67 m) \| \| \| 31,507 \| Reutlingen-Sondelfingen \| 393 m \| \| \| 31,803 \| Hinter der Hopfenburg (31 m) \| Hinter der Hopfenburg (31 m) \| \| \| \| Reutlingen Storlach (West) (in Bau) \| \| \| \| 33,500 \| Reutlingen Umschlagbf \| Reutlingen Umschlagbf \| \| \| \| von Schelklingen \| \| \| \| 34,718 \| Reutlingen Hbf \| 375 m \| \| \| \| nach Eningen \| \| \| \| \| nach Gönningen \| \| \| \| \| Straßenbahn Reutlingen (Linien 3 und 4) \| \| \| \| 35,056 \| Echaz (50 m) \| Echaz (50 m) \| \| \| \| Straßenbahn Reutlingen (Linie 1) \| \| \| \| 35,388 \| Reutlingen West (bis 1. Oktober 1939: Reutlingen Tübinger Vorstadt) \| Reutlingen West (bis 1. Oktober 1939: Reutlingen Tübinger Vorstadt) \| \| \| \| Reutlingen Bösmannsäcker (in Bau) \| \| \| \| \| Gönninger Bahn \| \| \| \| 37,483 \| Reutlingen-Betzingen (ehemals Bahnhof) \| 345 m \| \| \| 40,041 \| Wannweil \| Wannweil \| \| \| 42,192 \| Kirchentellinsfurt (ehemals Bahnhof) \| 312 m \| \| \| 43,714 \| Blaulache (26 m) \| Blaulache (26 m) \| \| \| 45,900 \| Tübingen-Lustnau \| Tübingen-Lustnau \| \| \| 46,900 \| Tübingen Neckaraue Hp (Bft; in Bau) \| Tübingen Neckaraue Hp (Bft; in Bau) \| \| \| 48,100 \| Tübingen Gbf \| Tübingen Gbf \| \| \| \| Steinlach \| \| \| \| 49,504 \| Tübingen Hbf \| 322 m \| \| \| \| nach Herrenberg \| \| \| \| \| Tübingen Mühlbachäcker (geplant) \| \| \| \| \| nach Sigmaringen \| \| \| \| 51,600 \| Weilheim (b Tübingen) \| Weilheim (b Tübingen) \| \| \| \| Kilchberg Ort (geplant) \| \| \| \| 53,499 \| Kilchberg \| Kilchberg \| \| \| \| Tübingen-Bühl (geplant) \| \| \| \| 56,305 \| Kiebingen \| Kiebingen \| \| \| \| Anschluss DHL \| \| \| \| 59,387 \| Rottenburg (Neckar) \| Rottenburg (Neckar) \| \| \| \| Neckar \| \| \| \| 62,920 \| Bad Niedernau \| Bad Niedernau \| \| \| \| Neckar \| \| \| \| 66,070 \| Bieringen (b Horb) \| Bieringen (b Horb) \| \| \| \| Sulzau (geplant) \| \| \| \| 68,700 \| Sulzauer Tunnel (493 m) \| Sulzauer Tunnel (493 m) \| \| \| \| Börstingen (geplant) \| \| \| \| 72,355 \| Eyach \| Eyach \| \| \| \| nach Hechingen \| \| \| \| \| Eyach \| \| \| \| 77,036 \| Mühlen (b Horb) \| Mühlen (b Horb) \| \| \| \| von Stuttgart \| \| \| \| 81,055 \| Horb \| 391 m \| \| \| 82,252 \| Horb Gbf \| Horb Gbf \| \| \| 85,600 \| Dettingen (Hohenzollern) \| Dettingen (Hohenzollern) \| \| \| 87,297 \| Neckarhausen b Horb \| Neckarhausen b Horb \| \| \| 90,300 \| Fischingen \| Fischingen \| \| \| 94,344 \| Sulz (Neckar) \| Sulz (Neckar) \| \| \| 94,700 \| Sulzer Tunnel (297 m) \| Sulzer Tunnel (297 m) \| \| \| 99,680 \| Grünholz \| Grünholz \| \| \| 103,400 \| Oberndorf-Aistaig (bis 1. Oktober 1939: Aistaig) \| Oberndorf-Aistaig (bis 1. Oktober 1939: Aistaig) \| \| \| 105,526 \| Oberndorf (Neckar) \| Oberndorf (Neckar) \| \| \| 108,900 \| Altoberndorf \| Altoberndorf \| \| \| 111,517 \| Epfendorf \| Epfendorf \| \| \| 115,300 \| Talhausen-Herrenzimmern \| Talhausen-Herrenzimmern \| \| \| 116,806 \| Talhausen \| Talhausen \| \| \| 117,293 \| Neckar (53 m) \| Neckar (53 m) \| \| \| 117,300 \| Hohensteintunnel (103 m) \| Hohensteintunnel (103 m) \| \| \| 118,787 \| Neckar (56 m) \| Neckar (56 m) \| \| \| 120,000 \| Tierstein-Tunnel (654 m) \| Tierstein-Tunnel (654 m) \| \| \| 120,753 \| Neckar (47 m) \| Neckar (47 m) \| \| \| 120,800 \| Bernburgtunnel (269 m) \| Bernburgtunnel (269 m) \| \| \| 121,107 \| Neckar (41 m) \| Neckar (41 m) \| \| \| \| Anschluss Pulverfabrik Rottweil \| \| \| \| \| Rottweil Pulverfabrik \| \| \| \| 122,300 \| Au-Tunnel (114 m) \| Au-Tunnel (114 m) \| \| \| 123,265 \| Rottweil \| 557 m \| \| \| 123,803 \| Neckar (52 m) \| Neckar (52 m) \| \| \| \| nach Balingen \| \| \| \| 124,518 \| Rottweil-Göllsdorf \| Rottweil-Göllsdorf \| \| \| 125,772 \| Rottweil Saline \| Rottweil Saline \| \| \| \| Bahnstrecke Balingen–Rottweil \| \| \| \| \| nach Villingen \| \| \| \| 129,355 \| Rottweil-Neufra \| Rottweil-Neufra \| \| \| 130,185 \| Neufra (b Rottweil) \| Neufra (b Rottweil) \| \| \| 131,000 \| Laufen (b Rottweil) \| Laufen (b Rottweil) \| \| \| 131,700 \| Neuhaus (b Rottweil) \| Neuhaus (b Rottweil) \| \| \| 134,200 \| Aldingen (b Spaichingen) \| Aldingen (b Spaichingen) \| \| \| 136,400 \| Hofen (b Spaichingen) \| Hofen (b Spaichingen) \| \| \| 136,802 \| Spaichingen Mitte \| Spaichingen Mitte \| \| \| 138,426 \| Spaichingen \| 670 m \| \| \| \| nach Reichenbach (Heuberg) \| \| \| \| 139,937 \| Balgheim \| 689 m \| \| \| 143,487 \| Rietheim (Württ) \| 684 m \| \| \| 145,318 \| Weilheim (Württ) \| Weilheim (Württ) \| \| \| 147,200 \| Wurmlingen Nord \| Wurmlingen Nord \| \| \| 147,972 \| Wurmlingen Mitte (ehemals Wurmlingen Ort) \| Wurmlingen Mitte (ehemals Wurmlingen Ort) \| \| \| 150,360 \| Tuttlingen Schulen \| Tuttlingen Schulen \| \| \| 150,647 \| Donau (74 m) \| Donau (74 m) \| \| \| \| von Inzigkofen \| \| \| \| 151,160 \| Tuttlingen \| 649 m \| \| \| \| nach Hattingen \| \| \| \| 153,330 \| Tuttlingen Gänsäcker \| Tuttlingen Gänsäcker \| \| \| \| Donau \| \| \| \| 154,400 \| Möhringen Bahnhof (ehemals Bahnhof) \| Möhringen Bahnhof (ehemals Bahnhof) \| \| \| 155,067 \| Möhringen Rathaus \| Möhringen Rathaus \| \| \| 160,585 \| Immendingen Mitte \| Immendingen Mitte \| \| \| \| von Singen (Hohentwiel) \| \| \| \| 161,492 \| Immendingen \| 658 m \| \| \| \| nach Offenburg \| \| \| \| \| \| \| \| Quellen: [1][2] \| \| \| \| | |                                                                     |                                                                     |
| Strecke | | von Stuttgart                                                       | von Stuttgart                                                       |
| Bahnhof | 0,000 | Plochingen                                                          | Plochingen                                                          |
| Abzweig geradeaus und nach links | | nach Neu-Ulm                                                        | nach Neu-Ulm                                                        |
| Brücke über Wasserlauf | 1,137 | Fils (43 m)                                                         | Fils (43 m)                                                         |
| Abzweig geradeaus und ehemals von links | | von der Abzweigstelle Schnaitwald                                   | von der Abzweigstelle Schnaitwald                                   |
| Abzweig geradeaus und ehemals von rechts | | Anschluss Betonwerk Wernau                                          | Anschluss Betonwerk Wernau                                          |
| Haltepunkt / Haltestelle | 2,598 | Wernau (Neckar) (bis 15. Mai 1938: Pfauhausen-Steinbach)            | Wernau (Neckar) (bis 15. Mai 1938: Pfauhausen-Steinbach)            |
| Brücke über Wasserlauf | 5,633 | Lauter (49 m)                                                       | Lauter (49 m)                                                       |
| Abzweig geradeaus und ehemals von links | | Anschluss Firma Erwin Behr                                          | Anschluss Firma Erwin Behr                                          |
| Abzweig geradeaus und ehemals von rechts | | Anschluss Textilfabrik Otto & Söhne                                 | Anschluss Textilfabrik Otto & Söhne                                 |
| Bahnhof | 6,689 | Wendlingen (Neckar) (bis 1. April 1940: Unterboihingen)             | 264 m                                                               |
| Abzweig geradeaus und nach links | | nach Oberlenningen                                                  | nach Oberlenningen                                                  |
| Abzweig geradeaus und nach links | 7,278 | nach Wendlingen Rübholz                                             | nach Wendlingen Rübholz                                             |
| Kreuzung geradeaus unten (Querstrecke außer Betrieb) | | Schnellfahrstrecke Wendlingen–Ulm (im Bau)                          | Schnellfahrstrecke Wendlingen–Ulm (im Bau)                          |
| Abzweig geradeaus und ehemals von links | | von Neckartal (Wendlinger Kurve, im Bau)                            | von Neckartal (Wendlinger Kurve, im Bau)                            |
| ehemalige Blockstelle | 8,610 | Oberboihingen Abzw                                                  | Oberboihingen Abzw                                                  |
| Haltepunkt / Haltestelle | 9,508 | Oberboihingen                                                       | Oberboihingen                                                       |
| Bahnhof | 12,4+169 | Nürtingen                                                           | 283 m                                                               |
| Kilometer-Wechsel | 12,4+20412,600 | (Kilometersprung +4 m)                                              | (Kilometersprung +4 m)                                              |
| Abzweig geradeaus und nach links | | nach Neuffen                                                        | nach Neuffen                                                        |
| Brücke | 12,952 | Bundesstraße 297 (37 m)                                             | Bundesstraße 297 (37 m)                                             |
| Brücke über Wasserlauf | 13,086 | Steinach (24 m)                                                     | Steinach (24 m)                                                     |
| Brücke | 14,118 | Bundesstraße 313 (34 m)                                             | Bundesstraße 313 (34 m)                                             |
| ehemaliger Haltepunkt / Haltestelle | 17,200 | Neckartailfingen (bis 1976)                                         | 306 m                                                               |
| Brücke über Wasserlauf | | Autmut                                                              | Autmut                                                              |
| Haltepunkt / Haltestelle | 22,194 | Bempflingen (ehemals Bahnhof)                                       | 342 m                                                               |
| Abzweig geradeaus und ehemals von rechts | | Anschluss Sanner Korkwaren                                          | Anschluss Sanner Korkwaren                                          |
| Bahnhof | 26,206 | Metzingen (Württ)                                                   | 354 m                                                               |
| Abzweig geradeaus und nach links | | nach Bad Urach                                                      | nach Bad Urach                                                      |
| Brücke über Wasserlauf | 26,844 | Erms                                                                | Erms                                                                |
| Brücke | 28,979 | Bundesstraße 312 (67 m)                                             | Bundesstraße 312 (67 m)                                             |
| Haltepunkt / Haltestelle | 31,507 | Reutlingen-Sondelfingen                                             | 393 m                                                               |
| Brücke | 31,803 | Hinter der Hopfenburg (31 m)                                        | Hinter der Hopfenburg (31 m)                                        |
| ehemaliger Haltepunkt / Haltestelle | | Reutlingen Storlach (West) (in Bau)                                 | Reutlingen Storlach (West) (in Bau)                                 |
| ehemaliger Dienststation / Betriebs- oder Güterbahnhof | 33,500 | Reutlingen Umschlagbf                                               | Reutlingen Umschlagbf                                               |
| Abzweig geradeaus und ehemals von links | | von Schelklingen                                                    | von Schelklingen                                                    |
| Bahnhof | 34,718 | Reutlingen Hbf                                                      | 375 m                                                               |
| Abzweig geradeaus und ehemals nach links | | nach Eningen                                                        | nach Eningen                                                        |
| Abzweig geradeaus und ehemals nach rechts | | nach Gönningen                                                      | nach Gönningen                                                      |
| Kreuzung mit U-Bahn geradeaus oben (Querstrecke außer Betrieb) | | Straßenbahn Reutlingen (Linien 3 und 4)                             | Straßenbahn Reutlingen (Linien 3 und 4)                             |
| Strecke unter Wasserlauf Anfang Hochstrecke | 35,056 | Echaz (50 m)                                                        | Echaz (50 m)                                                        |
| Kreuzung mit U-Bahn Ende Hochstrecke (Querstrecke außer Betrieb) | | Straßenbahn Reutlingen (Linie 1)                                    | Straßenbahn Reutlingen (Linie 1)                                    |
| Haltepunkt / Haltestelle | 35,388 | Reutlingen West (bis 1. Oktober 1939: Reutlingen Tübinger Vorstadt) | Reutlingen West (bis 1. Oktober 1939: Reutlingen Tübinger Vorstadt) |
| ehemaliger Haltepunkt / Haltestelle | | Reutlingen Bösmannsäcker (in Bau)                                   | Reutlingen Bösmannsäcker (in Bau)                                   |
| Kreuzung geradeaus unten (Querstrecke außer Betrieb) | | Gönninger Bahn                                                      | Gönninger Bahn                                                      |
| Haltepunkt / Haltestelle | 37,483 | Reutlingen-Betzingen (ehemals Bahnhof)                              | 345 m                                                               |
| Haltepunkt / Haltestelle | 40,041 | Wannweil                                                            | Wannweil                                                            |
| Haltepunkt / Haltestelle | 42,192 | Kirchentellinsfurt (ehemals Bahnhof)                                | 312 m                                                               |
| Brücke über Wasserlauf | 43,714 | Blaulache (26 m)                                                    | Blaulache (26 m)                                                    |
| Haltepunkt / Haltestelle | 45,900 | Tübingen-Lustnau                                                    | Tübingen-Lustnau                                                    |
| ehemaliger Haltepunkt / Haltestelle | 46,900 | Tübingen Neckaraue Hp (Bft; in Bau)                                 | Tübingen Neckaraue Hp (Bft; in Bau)                                 |
| Dienststation / Betriebs- oder Güterbahnhof | 48,100 | Tübingen Gbf                                                        | Tübingen Gbf                                                        |
| Brücke über Wasserlauf | | Steinlach                                                           | Steinlach                                                           |
| Bahnhof | 49,504 | Tübingen Hbf                                                        | 322 m                                                               |
| Abzweig geradeaus und nach rechts | | nach Herrenberg                                                     | nach Herrenberg                                                     |
| ehemaliger Haltepunkt / Haltestelle | | Tübingen Mühlbachäcker (geplant)                                    | Tübingen Mühlbachäcker (geplant)                                    |
| Abzweig geradeaus und nach links | | nach Sigmaringen                                                    | nach Sigmaringen                                                    |
| ehemaliger Haltepunkt / Haltestelle | 51,600 | Weilheim (b Tübingen)                                               | Weilheim (b Tübingen)                                               |
| ehemaliger Haltepunkt / Haltestelle | | Kilchberg Ort (geplant)                                             | Kilchberg Ort (geplant)                                             |
| Dienststation / Betriebs- oder Güterbahnhof | 53,499 | Kilchberg                                                           | Kilchberg                                                           |
| ehemaliger Haltepunkt / Haltestelle | | Tübingen-Bühl (geplant)                                             | Tübingen-Bühl (geplant)                                             |
| Haltepunkt / Haltestelle | 56,305 | Kiebingen                                                           | Kiebingen                                                           |
| Abzweig geradeaus und ehemals von links | | Anschluss DHL                                                       | Anschluss DHL                                                       |
| Bahnhof | 59,387 | Rottenburg (Neckar)                                                 | Rottenburg (Neckar)                                                 |
| Brücke über Wasserlauf | | Neckar                                                              | Neckar                                                              |
| Haltepunkt / Haltestelle | 62,920 | Bad Niedernau                                                       | Bad Niedernau                                                       |
| Brücke über Wasserlauf | | Neckar                                                              | Neckar                                                              |
| Bahnhof | 66,070 | Bieringen (b Horb)                                                  | Bieringen (b Horb)                                                  |
| ehemaliger Haltepunkt / Haltestelle | | Sulzau (geplant)                                                    | Sulzau (geplant)                                                    |
| Tunnel | 68,700 | Sulzauer Tunnel (493 m)                                             | Sulzauer Tunnel (493 m)                                             |
| ehemaliger Haltepunkt / Haltestelle | | Börstingen (geplant)                                                | Börstingen (geplant)                                                |
| Bahnhof | 72,355 | Eyach                                                               | Eyach                                                               |
| Abzweig geradeaus und nach links | | nach Hechingen                                                      | nach Hechingen                                                      |
| Brücke über Wasserlauf | | Eyach                                                               | Eyach                                                               |
| Haltepunkt / Haltestelle | 77,036 | Mühlen (b Horb)                                                     | Mühlen (b Horb)                                                     |
| Abzweig geradeaus und von rechts | | von Stuttgart                                                       | von Stuttgart                                                       |
| Bahnhof | 81,055 | Horb                                                                | 391 m                                                               |
| ehemaliger Dienststation / Betriebs- oder Güterbahnhof | 82,252 | Horb Gbf                                                            | Horb Gbf                                                            |
| ehemaliger Haltepunkt / Haltestelle | 85,600 | Dettingen (Hohenzollern)                                            | Dettingen (Hohenzollern)                                            |
| Dienststation / Betriebs- oder Güterbahnhof | 87,297 | Neckarhausen b Horb                                                 | Neckarhausen b Horb                                                 |
| ehemaliger Haltepunkt / Haltestelle | 90,300 | Fischingen                                                          | Fischingen                                                          |
| Bahnhof | 94,344 | Sulz (Neckar)                                                       | Sulz (Neckar)                                                       |
| Tunnel | 94,700 | Sulzer Tunnel (297 m)                                               | Sulzer Tunnel (297 m)                                               |
| Dienststation / Betriebs- oder Güterbahnhof | 99,680 | Grünholz                                                            | Grünholz                                                            |
| ehemaliger Haltepunkt / Haltestelle | 103,400 | Oberndorf-Aistaig (bis 1. Oktober 1939: Aistaig)                    | Oberndorf-Aistaig (bis 1. Oktober 1939: Aistaig)                    |
| Bahnhof | 105,526 | Oberndorf (Neckar)                                                  | Oberndorf (Neckar)                                                  |
| ehemaliger Haltepunkt / Haltestelle | 108,900 | Altoberndorf                                                        | Altoberndorf                                                        |
| Dienststation / Betriebs- oder Güterbahnhof | 111,517 | Epfendorf                                                           | Epfendorf                                                           |
| ehemaliger Haltepunkt / Haltestelle | 115,300 | Talhausen-Herrenzimmern                                             | Talhausen-Herrenzimmern                                             |
| Dienststation / Betriebs- oder Güterbahnhof | 116,806 | Talhausen                                                           | Talhausen                                                           |
| Brücke über Wasserlauf | 117,293 | Neckar (53 m)                                                       | Neckar (53 m)                                                       |
| Tunnel | 117,300 | Hohensteintunnel (103 m)                                            | Hohensteintunnel (103 m)                                            |
| Brücke über Wasserlauf | 118,787 | Neckar (56 m)                                                       | Neckar (56 m)                                                       |
| Tunnel | 120,000 | Tierstein-Tunnel (654 m)                                            | Tierstein-Tunnel (654 m)                                            |
| Brücke über Wasserlauf | 120,753 | Neckar (47 m)                                                       | Neckar (47 m)                                                       |
| Tunnel | 120,800 | Bernburgtunnel (269 m)                                              | Bernburgtunnel (269 m)                                              |
| Brücke über Wasserlauf | 121,107 | Neckar (41 m)                                                       | Neckar (41 m)                                                       |
| Abzweig geradeaus und ehemals von rechts | | Anschluss Pulverfabrik Rottweil                                     | Anschluss Pulverfabrik Rottweil                                     |
| ehemaliger Haltepunkt / Haltestelle | | Rottweil Pulverfabrik                                               | Rottweil Pulverfabrik                                               |
| Tunnel | 122,300 | Au-Tunnel (114 m)                                                   | Au-Tunnel (114 m)                                                   |
| Bahnhof | 123,265 | Rottweil                                                            | 557 m                                                               |
| Brücke über Wasserlauf | 123,803 | Neckar (52 m)                                                       | Neckar (52 m)                                                       |
| Abzweig geradeaus und ehemals nach rechts | | nach Balingen                                                       | nach Balingen                                                       |
| Haltepunkt / Haltestelle | 124,518 | Rottweil-Göllsdorf                                                  | Rottweil-Göllsdorf                                                  |
| Haltepunkt / Haltestelle | 125,772 | Rottweil Saline                                                     | Rottweil Saline                                                     |
| Kreuzung geradeaus unten (Querstrecke außer Betrieb) | | Bahnstrecke Balingen–Rottweil                                       | Bahnstrecke Balingen–Rottweil                                       |
| Abzweig geradeaus und nach rechts | | nach Villingen                                                      | nach Villingen                                                      |
| Haltepunkt / Haltestelle | 129,355 | Rottweil-Neufra                                                     | Rottweil-Neufra                                                     |
| Dienststation / Betriebs- oder Güterbahnhof | 130,185 | Neufra (b Rottweil)                                                 | Neufra (b Rottweil)                                                 |
| ehemaliger Haltepunkt / Haltestelle | 131,000 | Laufen (b Rottweil)                                                 | Laufen (b Rottweil)                                                 |
| ehemaliger Haltepunkt / Haltestelle | 131,700 | Neuhaus (b Rottweil)                                                | Neuhaus (b Rottweil)                                                |
| Bahnhof | 134,200 | Aldingen (b Spaichingen)                                            | Aldingen (b Spaichingen)                                            |
| ehemaliger Haltepunkt / Haltestelle | 136,400 | Hofen (b Spaichingen)                                               | Hofen (b Spaichingen)                                               |
| Haltepunkt / Haltestelle | 136,802 | Spaichingen Mitte                                                   | Spaichingen Mitte                                                   |
| Bahnhof | 138,426 | Spaichingen                                                         | 670 m                                                               |
| Abzweig geradeaus und ehemals nach links | | nach Reichenbach (Heuberg)                                          | nach Reichenbach (Heuberg)                                          |
| Haltepunkt / Haltestelle | 139,937 | Balgheim                                                            | 689 m                                                               |
| Bahnhof | 143,487 | Rietheim (Württ)                                                    | 684 m                                                               |
| Haltepunkt / Haltestelle | 145,318 | Weilheim (Württ)                                                    | Weilheim (Württ)                                                    |
| Bahnhof | 147,200 | Wurmlingen Nord                                                     | Wurmlingen Nord                                                     |
| Haltepunkt / Haltestelle | 147,972 | Wurmlingen Mitte (ehemals Wurmlingen Ort)                           | Wurmlingen Mitte (ehemals Wurmlingen Ort)                           |
| Haltepunkt / Haltestelle | 150,360 | Tuttlingen Schulen                                                  | Tuttlingen Schulen                                                  |
| Brücke über Wasserlauf | 150,647 | Donau (74 m)                                                        | Donau (74 m)                                                        |
| Abzweig geradeaus und von links | | von Inzigkofen                                                      | von Inzigkofen                                                      |
| Bahnhof | 151,160 | Tuttlingen                                                          | 649 m                                                               |
| Abzweig geradeaus und nach links | | nach Hattingen                                                      | nach Hattingen                                                      |
| Haltepunkt / Haltestelle | 153,330 | Tuttlingen Gänsäcker                                                | Tuttlingen Gänsäcker                                                |
| Brücke über Wasserlauf | | Donau                                                               | Donau                                                               |
| Haltepunkt / Haltestelle | 154,400 | Möhringen Bahnhof (ehemals Bahnhof)                                 | Möhringen Bahnhof (ehemals Bahnhof)                                 |
| Haltepunkt / Haltestelle | 155,067 | Möhringen Rathaus                                                   | Möhringen Rathaus                                                   |
| Haltepunkt / Haltestelle | 160,585 | Immendingen Mitte                                                   | Immendingen Mitte                                                   |
| Abzweig geradeaus und von links | | von Singen (Hohentwiel)                                             | von Singen (Hohentwiel)                                             |
| Bahnhof | 161,492 | Immendingen                                                         | 658 m                                                               |
| Strecke | | nach Offenburg                                                      | nach Offenburg                                                      |
| | |                                                                     |                                                                     |
| Quellen: | |                                                                     |                                                                     |

Die Bahnstrecke Plochingen–Immendingen ist eine Hauptbahn in Baden-Württemberg. Sie führt von Plochingen über Horb am Neckar nach Immendingen und folgt dabei von Plochingen bis Neckartailfingen sowie von Kirchentellinsfurt bis Rottweil dem Oberlauf des Neckars, von Tuttlingen bis zum Endpunkt schließlich der Donau. Historisch wird sie deshalb auch Obere Neckarbahn beziehungsweise Obere Neckartalbahn genannt, der Abschnitt Rottweil–Immendingen wurde früher teilweise als Obere Donaubahn respektive Obere Donautalbahn bezeichnet. Heute gehört der Abschnitt Plochingen–Tübingen zur Neckar-Alb-Bahn, der Abschnitt Tübingen–Horb zur Kulturbahn, der Abschnitt Horb–Tuttlingen zur Gäubahn und der Abschnitt Tuttlingen–Immendingen zur Donaubahn.

## Geschichte
Nachdem Plochingen schon 1846 durch die heutige Filstalbahn seinen Eisenbahnanschluss bekam, erweiterten die Königlich Württembergischen Staats-Eisenbahnen von dort aus die Obere Neckarbahn wie folgt in Richtung Süden:
| Abschnitt                         | Konzession    | Eröffnung     |
| --------------------------------- | ------------- | ------------- |
| Plochingen – Reutlingen           | 6. Mai 1857   | 20. Sep. 1859 |
| Reutlingen – Rottenburg am Neckar | 17. Nov. 1858 | 15. Okt. 1861 |
| Rottenburg am Neckar – Eyach      | 17. Nov. 1858 | 1. Nov. 1864  |
| Eyach – Horb                      | 17. Nov. 1858 | 1. Dez. 1866  |
| Horb – Talhausen                  | 17. Nov. 1858 | 8. Okt. 1867  |
| Talhausen – Rottweil              | 17. Nov. 1858 | 23. Juli 1868 |
| Rottweil – Tuttlingen             | 13. Aug. 1865 | 15. Juli 1869 |
| Tuttlingen – Immendingen          | 13. Aug. 1865 | 26. Juli 1870 |

Zu ihrer Bauzeit überquerte die – anfangs durchgehend eingleisige – Strecke zwischen Tuttlingen und Möhringen an der Donau die Grenze von Württemberg nach Baden und passierte außerdem bei Dettingen die Hohenzollernschen Lande. Deshalb schloss Württemberg am 13. März 1865 mit Preußen und am 18. Februar 1865 mit dem Großherzogtum Baden je einen Staatsvertrag, baute und betrieb die Strecke aber auf ganzer Länge selbst. Im damaligen Grenzbahnhof Immendingen bestand Anschluss an die zwei Jahre zuvor eröffnete Schwarzwaldbahn.
Mit Vollendung der Bahnstrecke Stuttgart–Horb, der sogenannten Gäubahn, im Jahr 1879 verlor der Abschnitt Plochingen–Horb etwas an Bedeutung, weil die direkte Verbindung von Stuttgart in Richtung Süden fortan durch das Korngäu führte. Im Gegensatz dazu gewann das Teilstück Horb–Immendingen zunehmend an Wichtigkeit und wies ab 1900 internationalen Schnellzugverkehr in die Schweiz, beziehungsweise in späteren Jahren auch nach Italien, auf.
Am 18. Oktober 1899 ging zwischen Plochingen und Wendlingen (Neckar) das zweite Streckengleis in Betrieb. Ab 1900 reichte dieses schon bis Neckartailfingen, ab dem 1. Oktober 1901 bis Metzingen (Württ) und ab Oktober 1902 bis Reutlingen. Später wurde es noch nach Tübingen erweitert. Bis zum 1. Oktober 1934 wurde der Abschnitt Plochingen–Tübingen im Rahmen des Stuttgarter Vorortverkehrs elektrifiziert.
Am 23. und 24. Oktober 1927 unterzeichneten das Land Württemberg und die Deutsche Reichsbahn einen Vertrag über den zweigleisigen Ausbau des Abschnitts Horb–Tuttlingen. Darin gewährte das Land der Staatsbahn einen Kredit über 35 Millionen Reichsmark (entspricht dem Gegenwert von 155.600.000 Euro). Die Arbeiten hierfür begannen bereits 1928, doch erst 1941 war der Ausbau, bis auf einen 2,3 Kilometer langen Abschnitt zwischen Aistaig und Oberndorf am Neckar, weitgehend vollendet. Dieses letzte Stück folgte 1943. Eine Vereinfachung des Betriebsablaufs ermöglichte schon zuvor die Inbetriebnahme der Bahnstrecke Tuttlingen–Hattingen im Jahr 1933. Sie ersparte den Zügen von und nach Singen den Umweg über Immendingen sowie den Fahrtrichtungswechsel dort. Im Zuge der damaligen Ausbauarbeiten erweiterte die Deutsche Reichsbahn ferner die Bahnhöfe Horb und Rottweil stark und ersetzte den Bahnhof Tuttlingen durch einen großzügig dimensionierten Neubau.
Im Zweiten Weltkrieg waren insbesondere die Mauser-Werke in Oberndorf am Neckar, eine wichtige Säule der deutschen Waffenproduktion, ein bedeutender Anrainer der Strecke. Während des Zweiten Weltkriegs blieb die Strecke bis Februar 1945 weitgehend von größerer Zerstörung verschont. Alliierte Fliegerbomben verursachten 1944/45 zwar schwere Schäden an den Bahnhöfen Horb, Rottweil, Spaichingen und Tuttlingen, diese unterbrachen den Verkehr jedoch nicht dauerhaft. Erst im Februar 1945 zerstörten bei einem Angriff auf Oberndorf alliierte Bomberverbände eine Brücke und unterbrachen so den Bahnverkehr.
Nach dem Zweiten Weltkrieg nahm Frankreich, anders als die Vereinigten Staaten, sein Recht auf Reparationen in großem Umfang wahr und demontierte 1946 das nur wenige Jahre zuvor verlegte zweite Gleis zwischen Horb und Tuttlingen. Es ersetzte die zuvor im Krieg von der Wehrmacht entfernten Schienen zwischen Besançon und Belfort. Am 25. September 1977 folgte die Elektrifizierung des Abschnitts Horb–Tuttlingen, gleichzeitig gab die Deutsche Bundesbahn auf diesem Abschnitt die Bedienung zahlreicher Stationen auf, um durch das sogenannte Eilzugmäßige Fahren die Reisegeschwindigkeit im Nahverkehr zu erhöhen. Bei der Elektrifizierung musste die Eisenträgerbrücke der stillgelegten Bahnstrecke Balingen–Rottweil entfernt werden, um Platz für die Oberleitung zu schaffen. Gleichfalls aus Gründen des Lichtraumprofils verläuft das verbliebene Gleis in den fünf Tunnels dieses Abschnitts seither mittig, was eine Wiederherstellung der Zweigleisigkeit erschwert.
Die ehemaligen Bahnhöfe Bempflingen, Betzingen und Kirchentellinsfurt wurden in der zweiten Hälfte des 20. Jahrhunderts zu Haltepunkten zurückgebaut. Zudem wurden zwischen Plochingen und Tübingen praktisch alle Anschlussgleise, viele Abstellgleise sowie die Güterbahnhöfe aufgegeben und größtenteils bei Umbauten vom Hauptgleis getrennt.
Im Zuge der 2003 erfolgten Einführung des Ringzugs, der die Strecke zwischen Rottweil und Immendingen bedient, reaktivierte DB Station&Service mehrere aufgelassene Stationen und errichtete weitere neu. Der Landkreis Rottweil prüfte von Juni bis November 2008, den Ringzug-Betrieb auch auf den Abschnitt Rottweil–Horb auszuweiten. Im Gegenzug sollten aber die Regional-Express-Halte in Sulz am Neckar und Oberndorf am Neckar wegfallen. Dieses Modell scheiterte aber schließlich am Widerstand der betroffenen Städte Oberndorf und Sulz.
Der Bahnhof Oberndorf wurde in den Jahren 2014 und 2015 für 2,9 Millionen Euro modernisiert.
Zwischen dem 6. Juni und 22. November 2016 wurden für 27 Millionen Euro zwischen Plochingen und Tübingen 28 Kilometer Gleis und 44 Weichen erneuert. Zwischen 12. November und 3. Dezember 2021 wurde der Streckenabschnitt zwischen Reutlingen und Tübingen aufgrund von Bauarbeiten voll gesperrt.

## Betrieb

### Personenverkehr
Im Schienenpersonenfernverkehr wird die Strecke, abgesehen von einem einzelnen IC-Zugpaar im Abschnitt Plochingen – Tübingen, nur zwischen Horb und Tuttlingen befahren. Es verkehren stündlich Intercity-Züge der Linie 87, die auch für Fahrgäste mit Fahrkarten des Schienenpersonennahverkehrs freigegeben sind. Im Nahverkehr fahren folgende Linien:
| Linie  | Betreiber                                                                                                | Laufweg gesamt                                                        | Laufweg auf Strecke 4600                               | Zugdichte |
| ------ | --- | --------------------------------------------------------------------- | ------------------------------------------------------ | --- |
| RE 6a  | SWEG Bahn Stuttgart (Züge enden in Tübingen) / DB Regio Baden-Württemberg (Züge verkehren bis Aulendorf) | Stuttgart Hbf – Reutlingen – Tübingen – Sigmaringen – Aulendorf       | Plochingen (ohne Halt) – Tübingen Hbf                  | Zweistundentakt (zwischen Stuttgart und Tübingen gekoppelt mit RE 6b), ergänzt durch zweistündlichen RE 6a Stuttgart – Reutlingen – Tübingen mit mehr Zwischenhalten |
| RE 6b  | DB Regio Baden-Württemberg                                                                               | Stuttgart Hbf – Reutlingen – Tübingen – Rottenburg am Neckar (– Horb) | Plochingen (ohne Halt) – Rottenburg am Neckar (– Horb) | Zweistundentakt (zwischen Stuttgart und Tübingen gekoppelt an RE 6a)                                                                                                 |
| RE 4   | DB Regio                                                                                                 | Stuttgart Hbf – Konstanz                                              | Horb – Tuttlingen                                      | Einzelne Züge (saisonal) |
| MEX 12 | SWEG Bahn Stuttgart                                                                                      | Heilbronn Hbf – Tübingen Hbf                                          | Plochingen – Tübingen Hbf                              | Stundentakt |
| RE 14a | DB Regio Baden-Württemberg                                                                               | Stuttgart Hbf – Rottweil                                              | Horb – Rottweil                                        | Zweistundentakt |
| RE 55  | DB Regio Baden-Württemberg                                                                               | Ulm Hbf – Villingen (Schwarzwald)                                     | Tuttlingen – Immendingen                               | Stundentakt (Ulm – Donaueschingen), Zweistundentakt (weiter bis Villingen)                                                                                           |
| MEX 18 | SWEG Bahn Stuttgart                                                                                      | Osterburken – Tübingen Hbf                                            | Plochingen – Tübingen Hbf                              | Stundentakt |
| RB 43  | SWEG | Rottweil – Blumberg-Zollhaus                                          | Rottweil – Immendingen                                 | |
| RB 43a | SWEG | Sigmaringen – Immendingen                                             | Tuttlingen – Immendingen                               | |
| RB 63  | DB Regio Baden-Württemberg                                                                               | Bad Urach – Tübingen Hbf                                              | Metzingen (Württ) – Tübingen Hbf                       | Halbstundentakt |
| RB 74  | DB Regio Baden-Württemberg                                                                               | Tübingen Hbf – Pforzheim Hbf                                          | Tübingen Hbf – Horb                                    | Stundentakt (gebrochen in Horb), Zweistundentakt (Durchbindung Tübingen – Pforzheim)                                                                                 |
| S 1    | DB Regio S-Bahn Stuttgart                                                                                | Herrenberg – Kirchheim (Teck)                                         | Plochingen – Wendlingen (Neckar)                       | (mindestens) Halbstundentakt |

Mit dem Fahrplanwechsel im Juni 2020 übernahm Abellio Rail Baden-Württemberg die elektrisch betriebenen Verkehrsleistungen zwischen Plochingen und Tübingen. Die bestellten Elektrotriebwagen standen zu Beginn nicht zur Verfügung, stattdessen wurden angemietete Fahrzeuge eingesetzt. Insbesondere in den ersten Wochen nach Betriebsaufnahme führten Fahrzeugmangel und technische Probleme zu zahlreichen Zugausfällen.
Im Regionalverkehr gilt zwischen Plochingen und Bempflingen der Tarif des Verkehrs- und Tarifverbunds Stuttgart (VVS), von Bempflingen bis Eyach der des Verkehrsverbunds Neckar-Alb-Donau (naldo), von Eyach bis Horb der Verkehrs-Gemeinschaft Landkreis Freudenstadt (VGF) und von Horb bis Immendingen der Verkehrsverbund Schwarzwald-Baar-Heuberg (move).

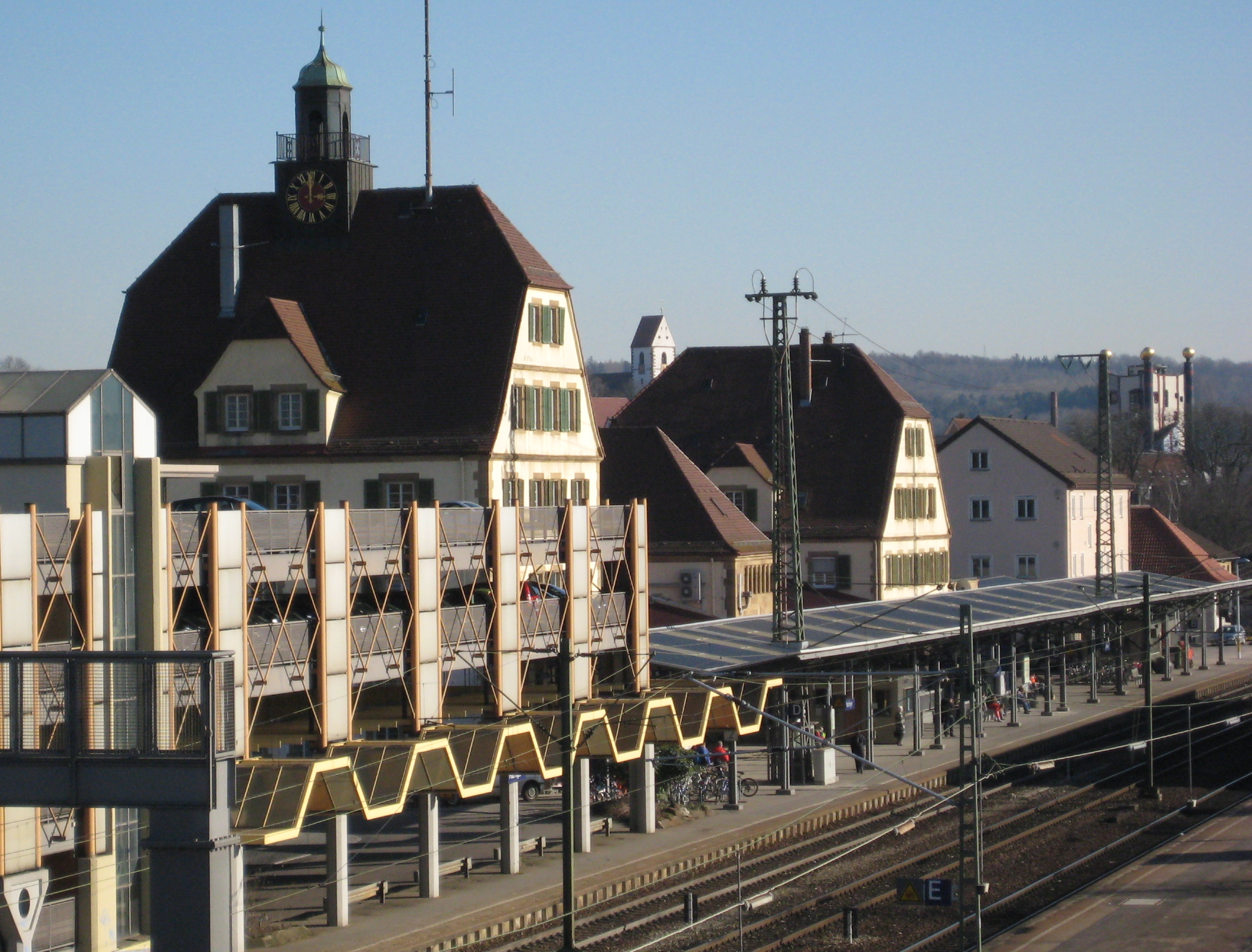
Bahnhof Plochingen
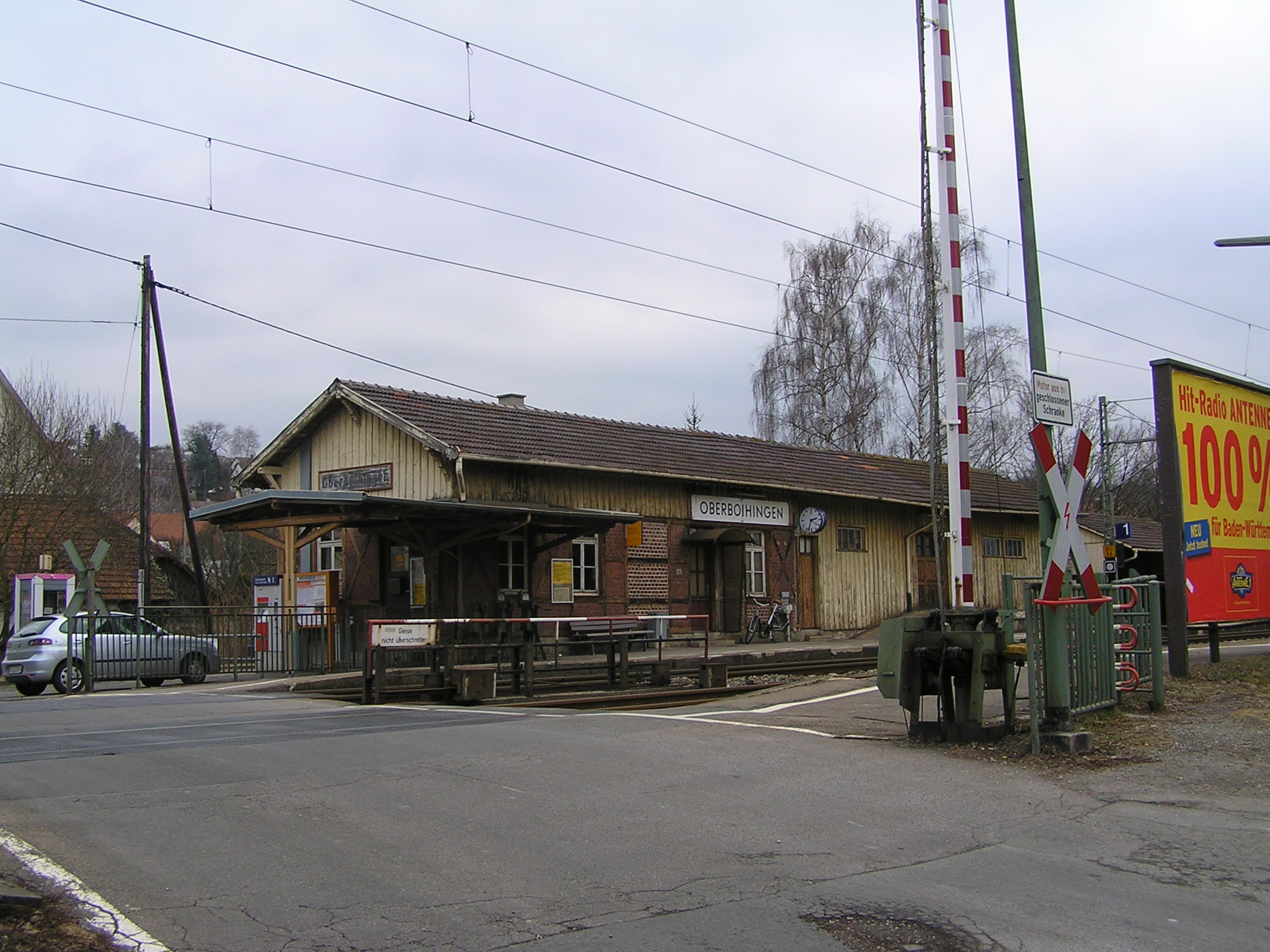
Inzwischen umgebauter Haltepunkt Oberboihingen im Jahr 2009
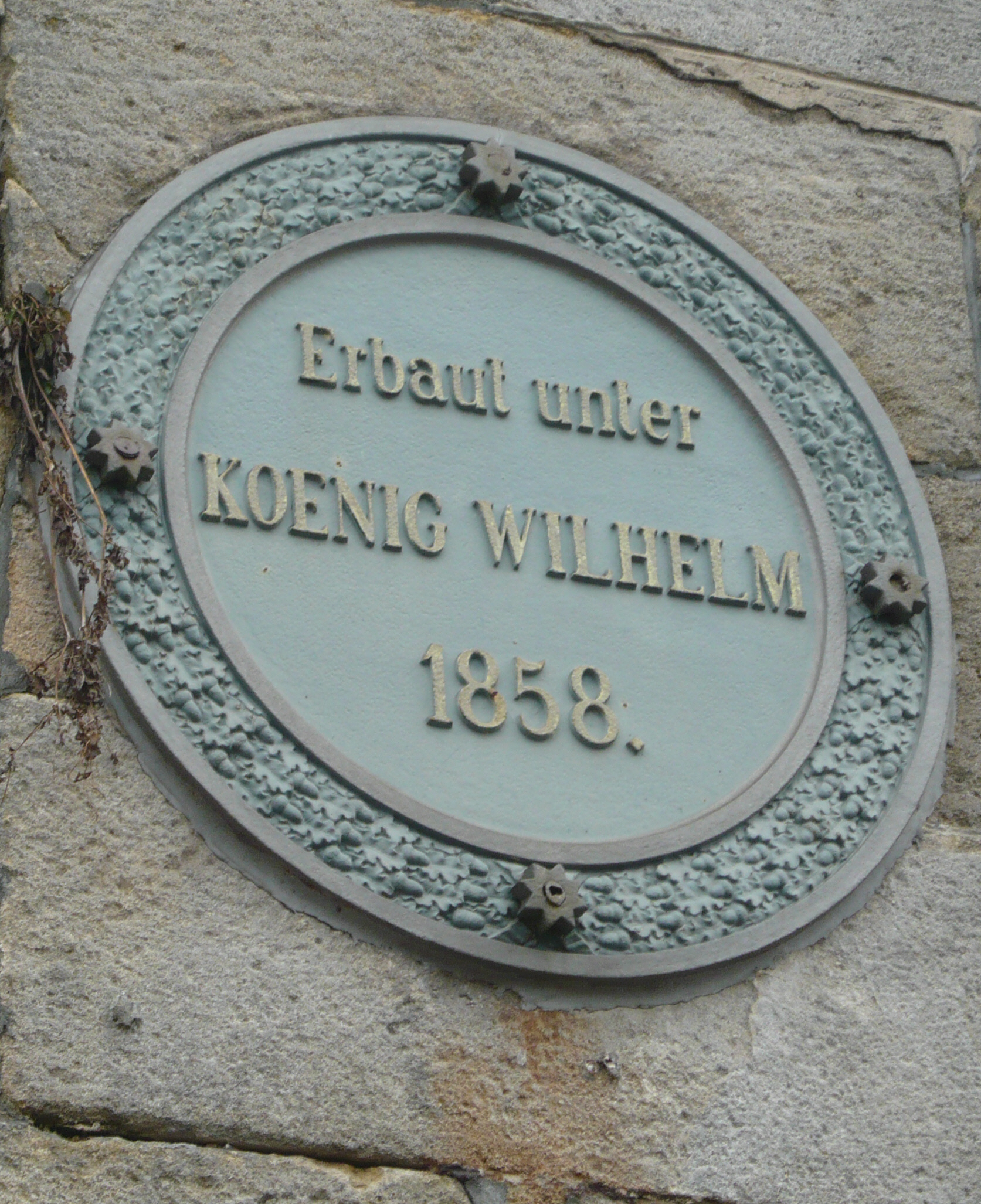
Schild an der Brücke über die Steinach in Nürtingen
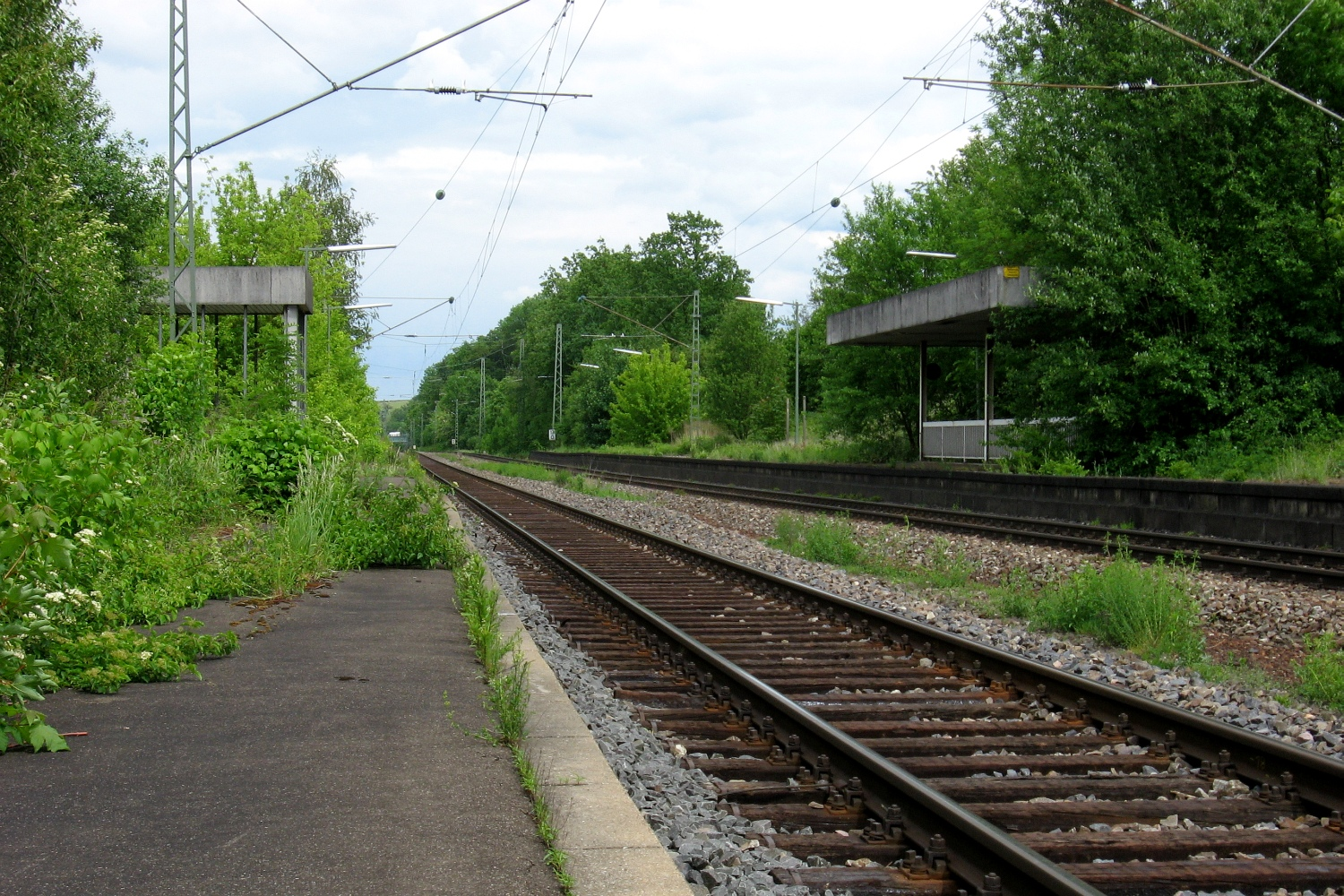
Ehemaliger Haltepunkt Neckartailfingen

### Güterverkehr
Im Zuge des Sanierungsprogramms MORA C der Deutschen Bahn übernahm die Hohenzollerische Landesbahn 2002 den gesamten Güterverkehr zwischen Tübingen und Plochingen von der damaligen Railion (heutige DB Cargo). Trotz erheblicher Nachfrage zog sich die HzL nach einigen Jahren aufgrund von Unstimmigkeiten über die anfallenden Trassengebühren zurück.
Regelmäßiger Güterverkehr wird heute, aus Richtung Plochingen kommend, von und nach Wendlingen am Neckar (von dort weiter nach Oberlenningen), von und nach Nürtingen (von dort weiter nach Neuffen) sowie von und nach Metzingen (von dort aus weiter über die Ermstalbahn nach Dettingen an der Erms) durchgeführt.
Die Stadt Reutlingen sicherte sich das Gelände des ehemaligen Güterbahnhofes, um langfristig ein Gelände für den Bau eines Containerbahnhofes bereitzuhalten. Das Gelände des ehemaligen Güterbahnhofes Tübingen wurde 2015 zum größten Teil entwidmet und die Gleisanlagen entfernt, die freigewordenen Flächen wurden im Anschluss bebaut.
An ein bis zwei Werktagen pro Woche wird die Strecke vormittags von der Hohenzollerischen Landesbahn vom Tübinger Güterbahnhof kommend bis Eyach bedient, um die Ladungen eines Schrotthändlers sowie Holz Richtung Mengen zu transportieren. In Eyach wechselt der Zug auf die Bahnstrecke Eyach–Hechingen. Zwischen Eyach und Horb besteht kein regelmäßiger Güterverkehr mehr. Alle Gleisanschlüsse der Strecke wurden stillgelegt und teilweise überbaut. So verschwand etwa der Rottenburger Güterbahnhof vor Jahren zugunsten eines neuen Busbahnhofs.
Die Hohenzollerische Landesbahn fährt außerdem Züge mit Zement von Dotternhausen über Tuttlingen in die Schweiz.
Nach einer Gleisabsenkung am Tunnel Rastatt Mitte August 2017 wurde die Strecke vorübergehend an Werktagen rund um die Uhr befahren. Dabei fuhren etwa 35 Güterzüge pro Tag über die Strecke.

### Betriebsprobleme
Aufgrund der Topografie und des fehlenden zweiten Gleises zwischen Horb und Tuttlingen sind die Züge auf diesem Abschnitt heute immer noch vergleichsweise langsam. Die Strecke muss neben dem Intercity-, Regional-Express- und Güterverkehr seit 2003 zwischen Rottweil und Immendingen außerdem den Ringzug-Verkehr aufnehmen, so dass es zu besonders vielen Zugkreuzungen kommt. Die Strecke steht zudem in Konkurrenz zur modern ausgebauten Bundesautobahn 81.

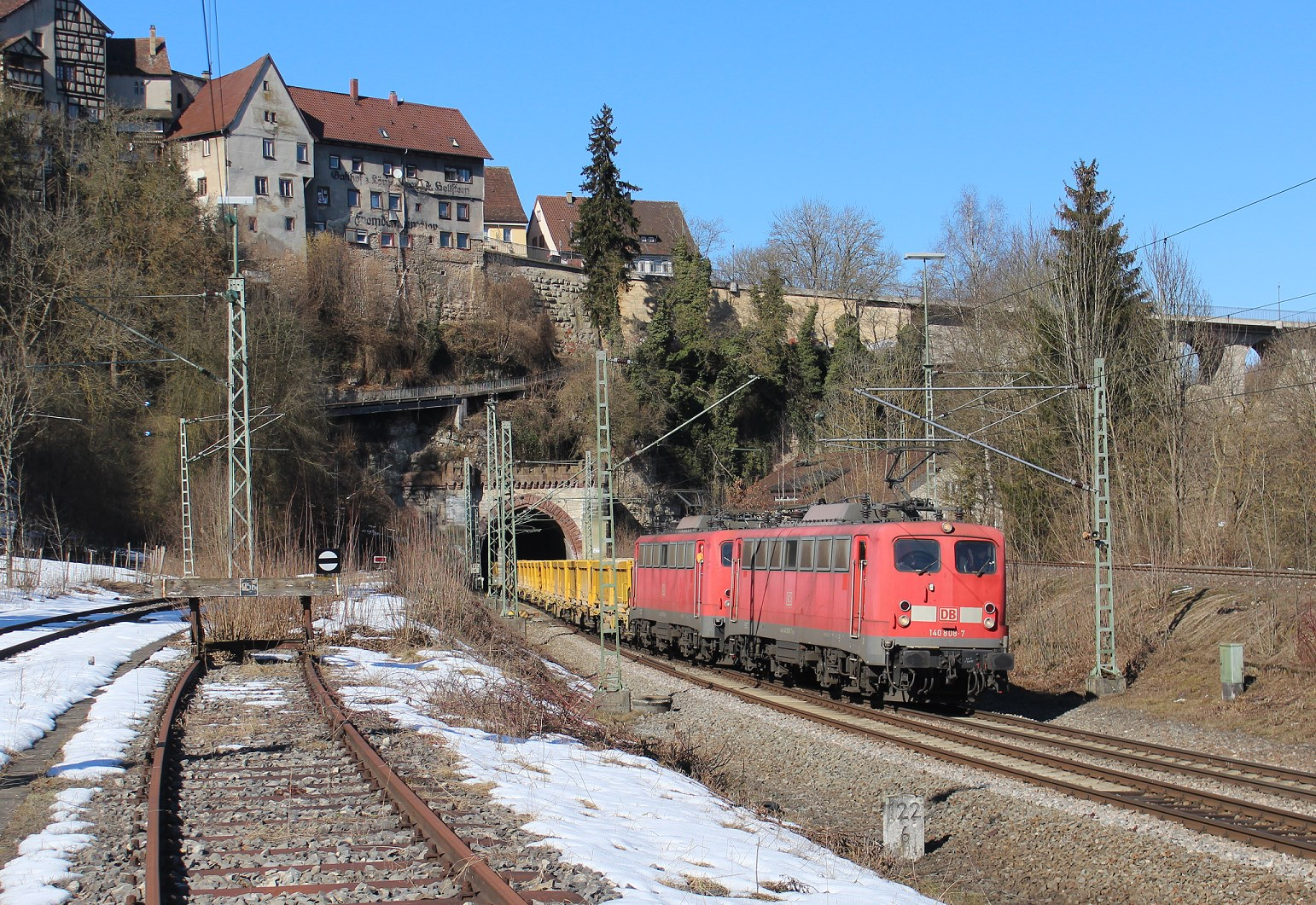
Ein Stuttgart 21-Aushubzug mit einer Doppeltraktion der Baureihe 140 verlässt den Au-Tunnel in Rottweil
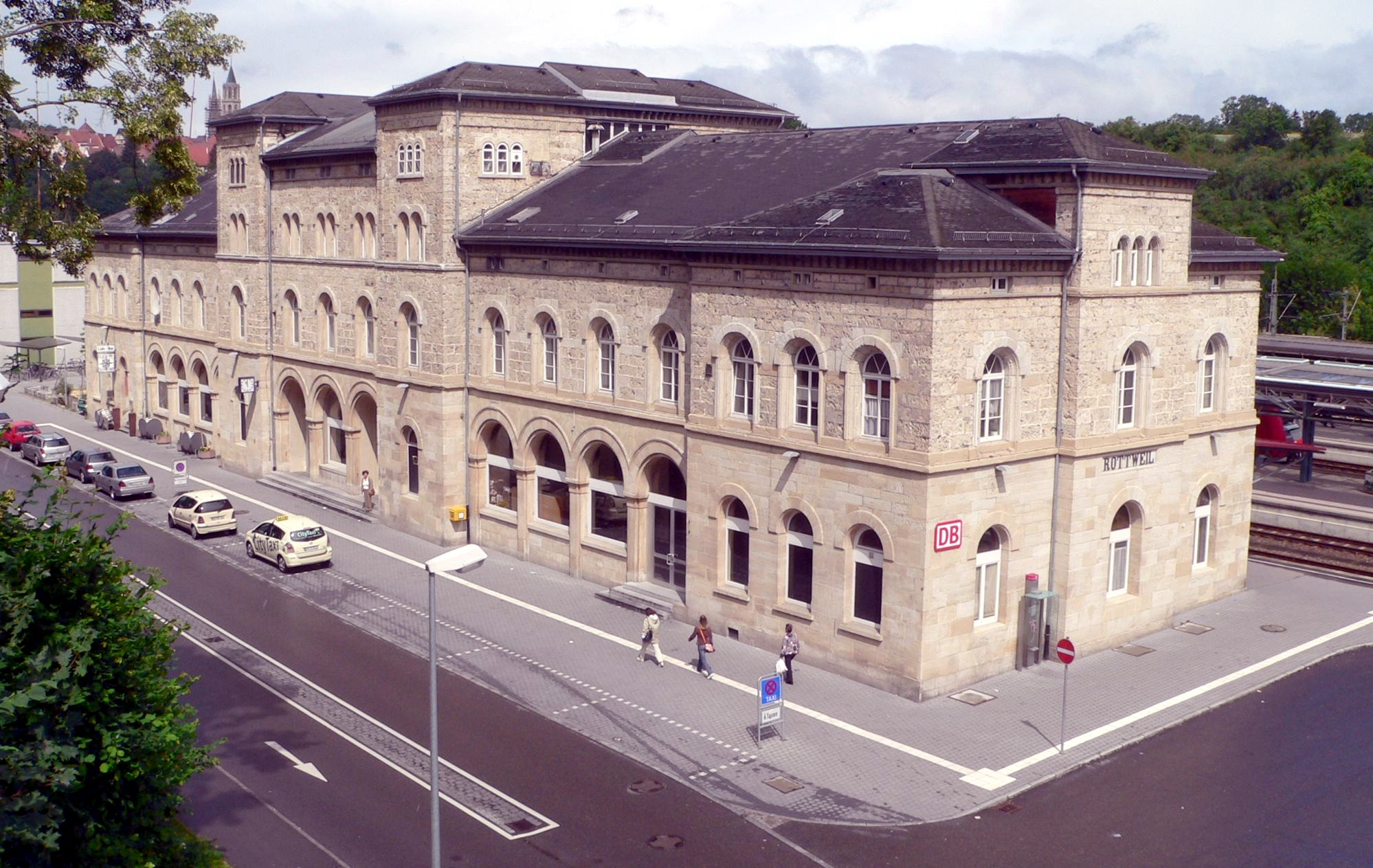
Der Bahnhof Rottweil, derzeit im eingleisigen Abschnitt der Gäubahn, soll Beginn eines Doppelgleisabschnitts bis Spaichingen werden
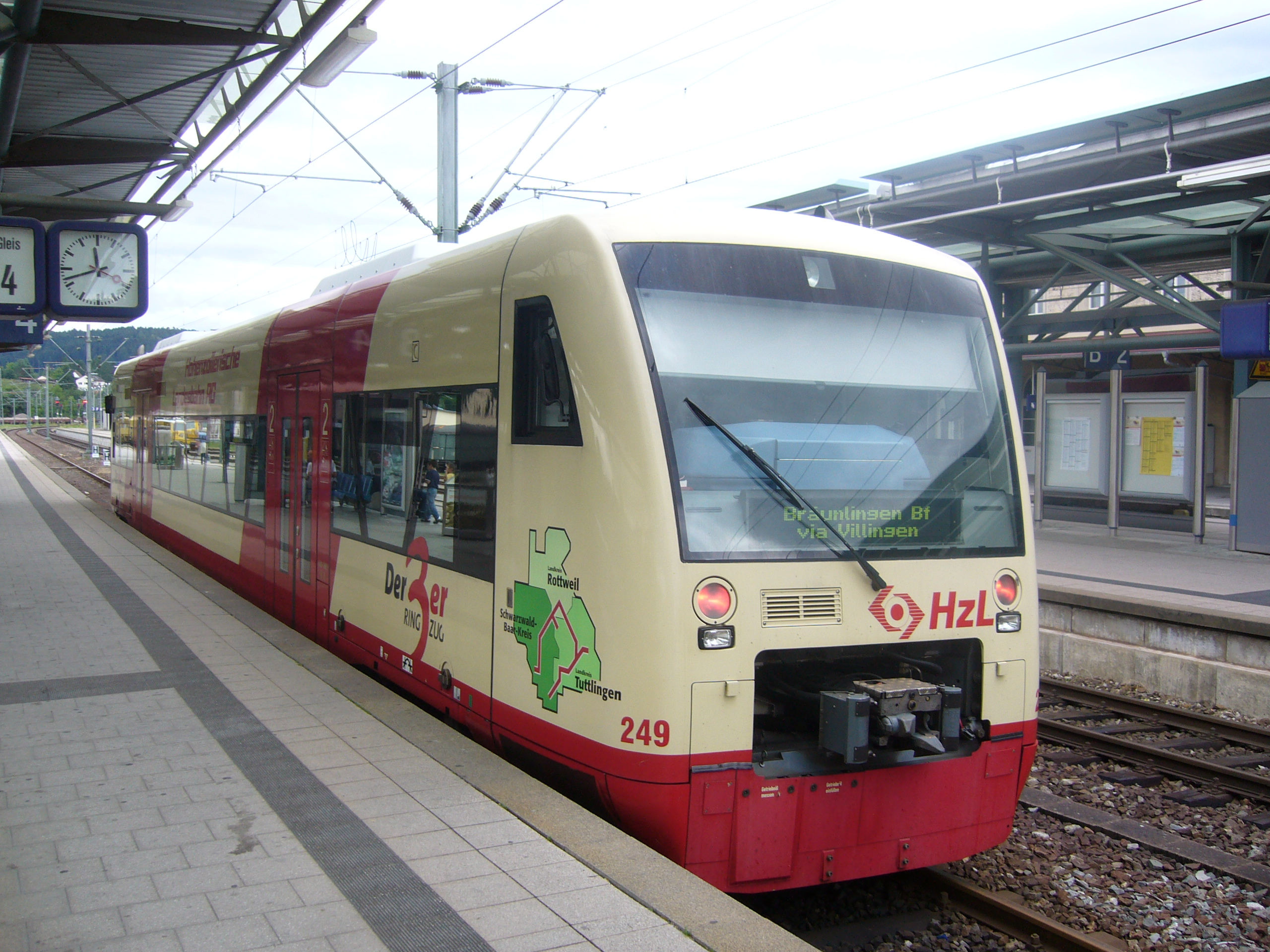
Regio-Shuttle des Ringzugs im Bahnhof Rottweil
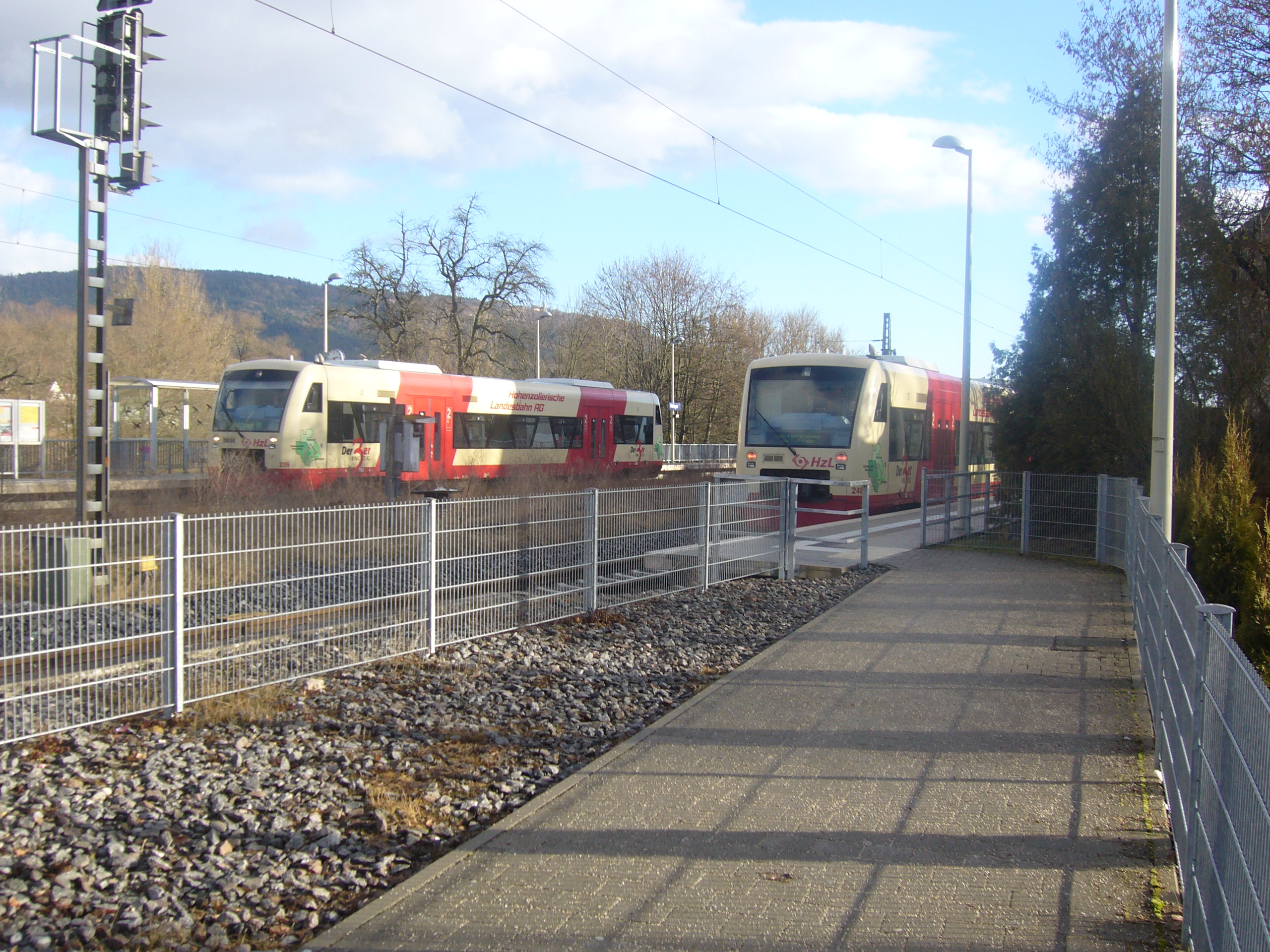
Kreuzung zweier Ringzüge im Bahnhof Aldingen
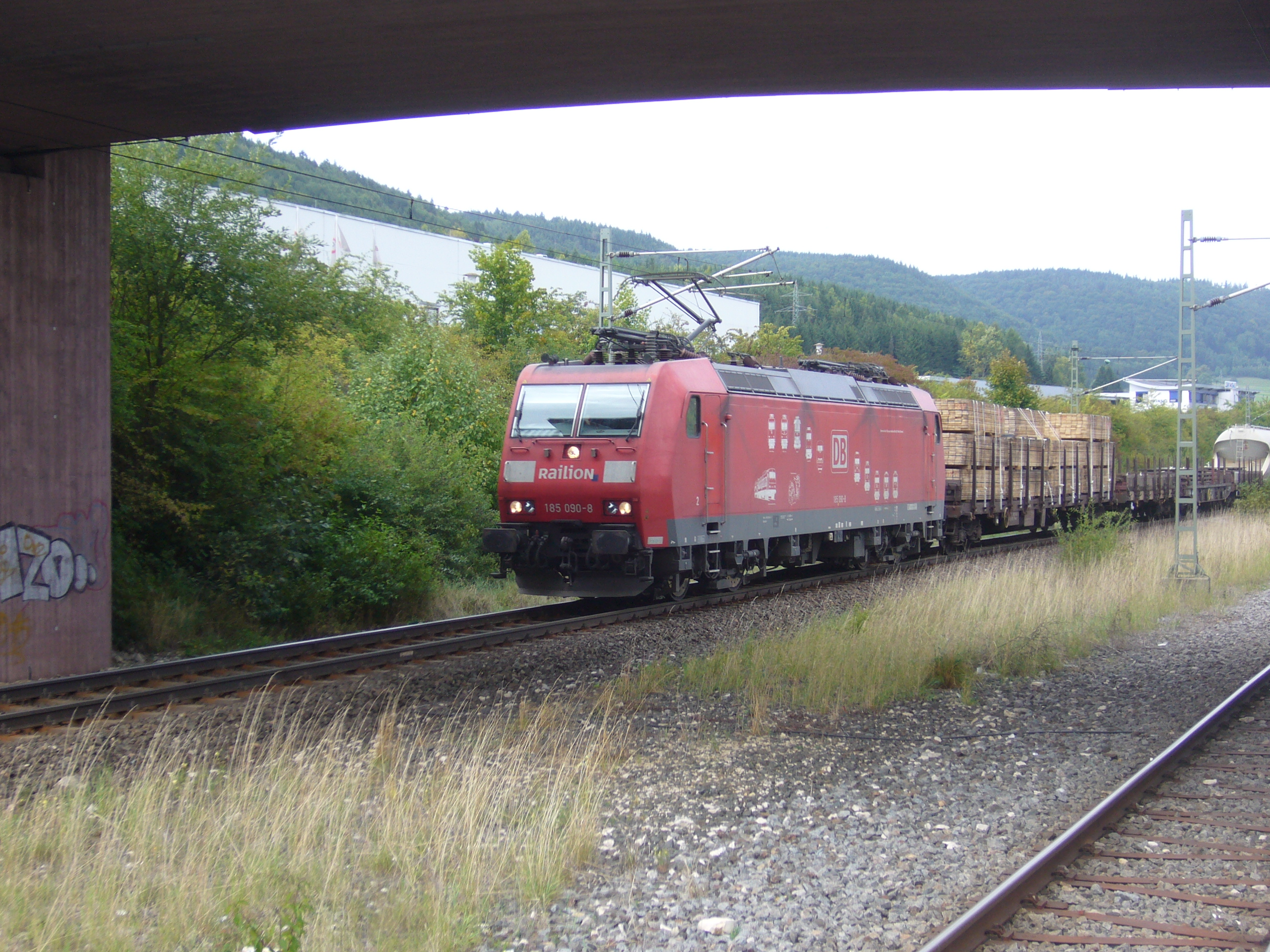
Mit der Baureihe 185 bespannter Güterzug durchfährt den Bahnhof Wurmlingen Nord
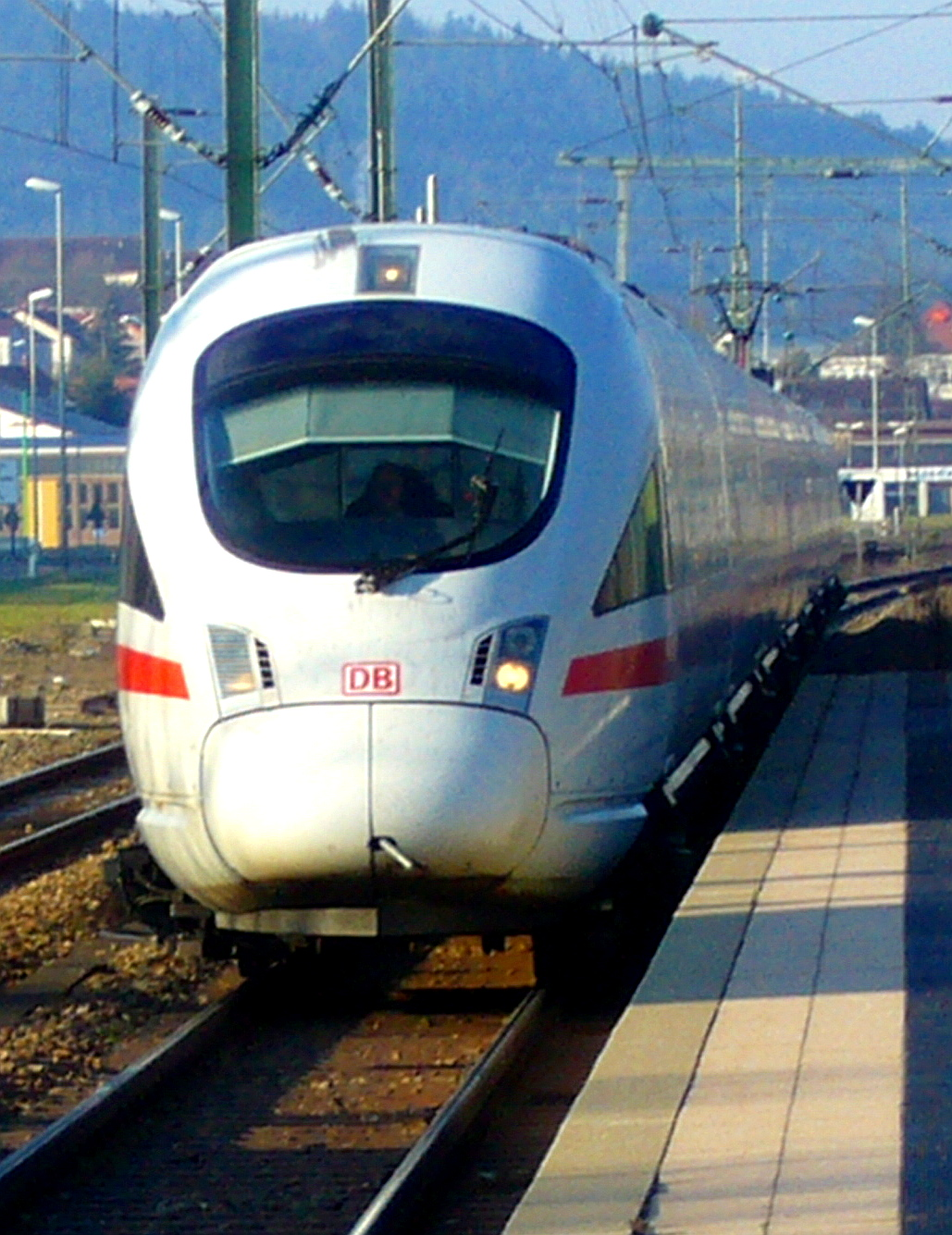
ICE T im Bahnhof Tuttlingen
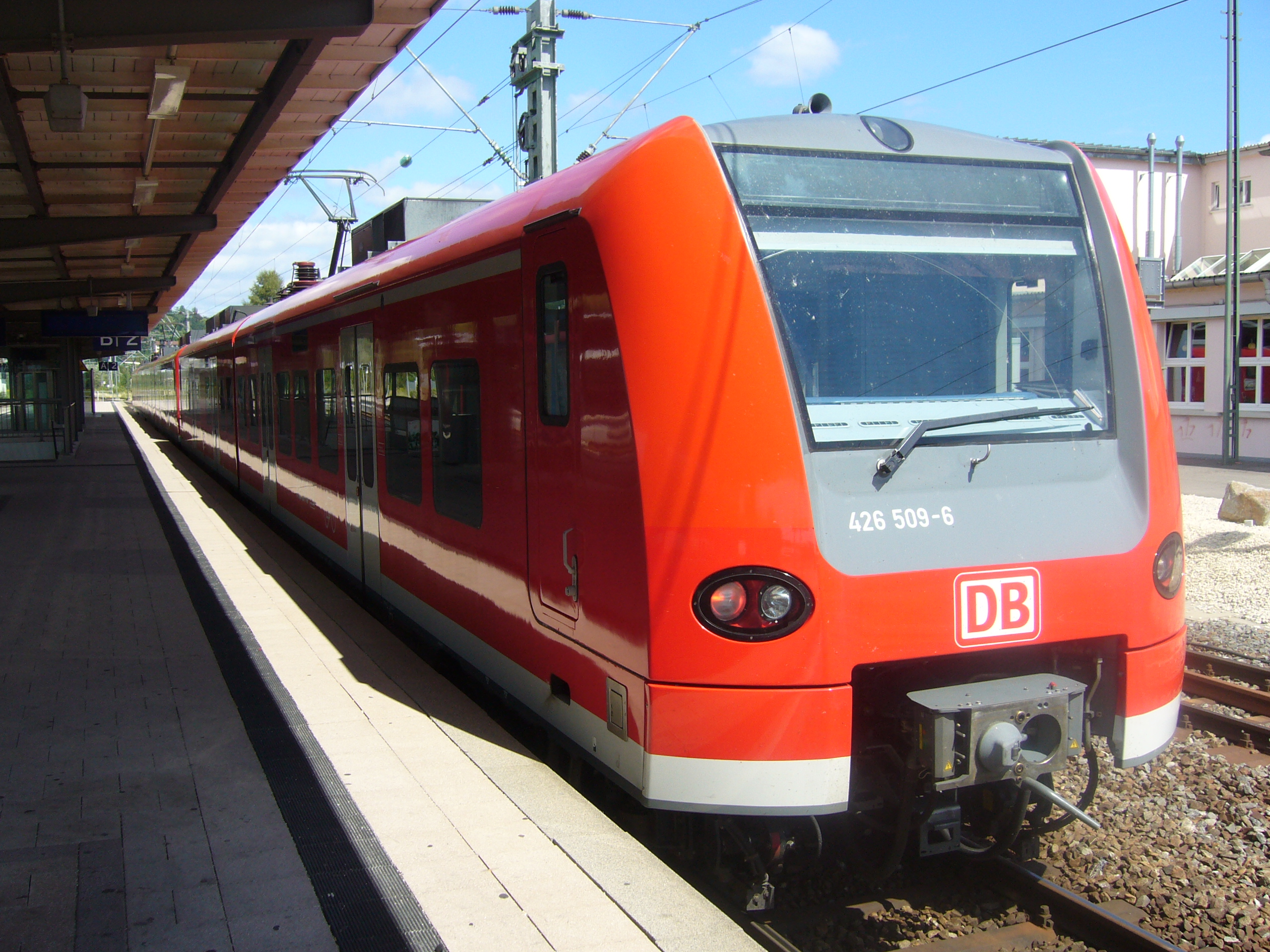
Triebwagen der BR 425 und 426 im Bahnhof Tuttlingen
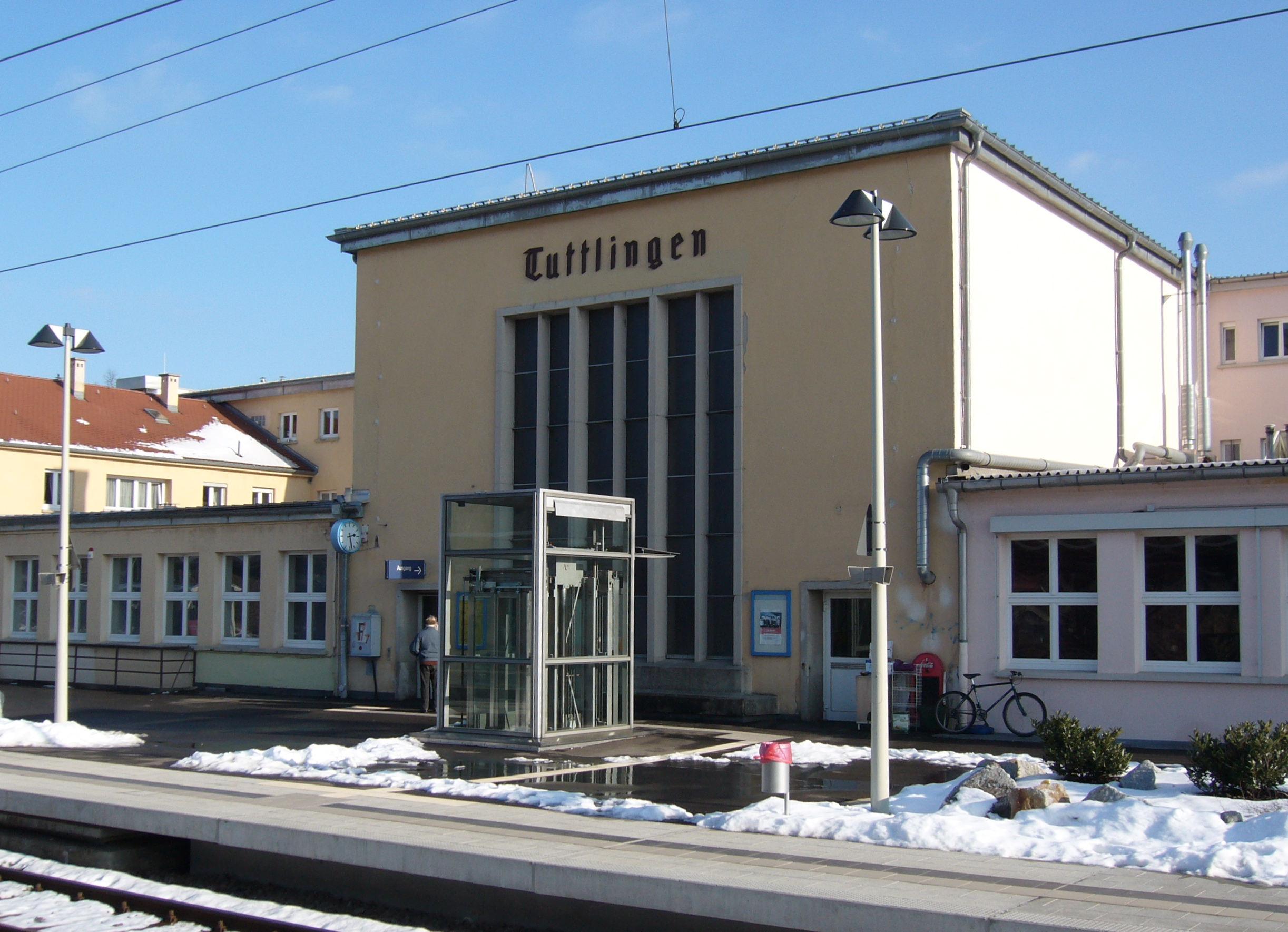
Das neue Tuttlinger Empfangsgebäude von 1933
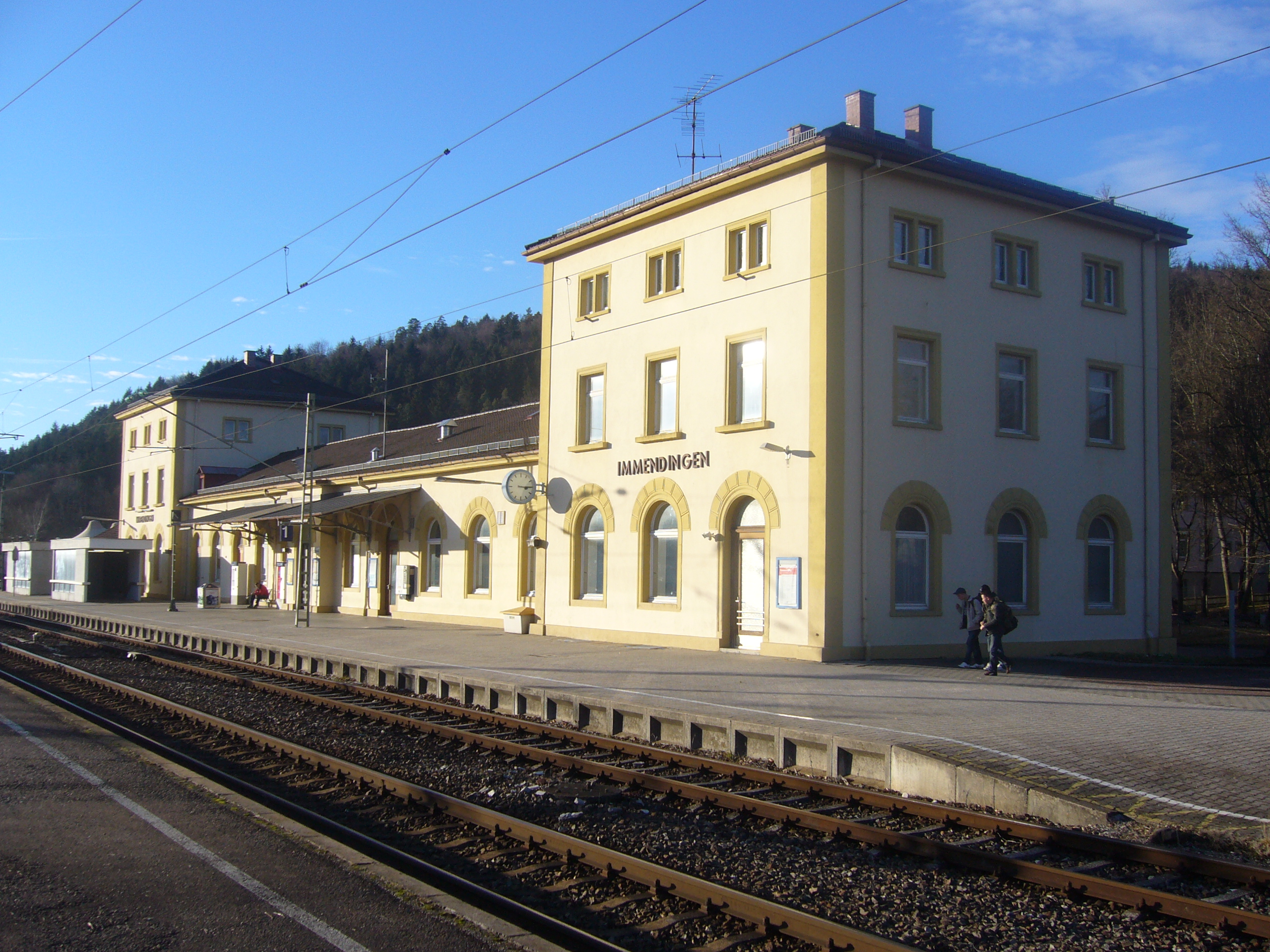
Endbahnhof Immendingen

## Planungen

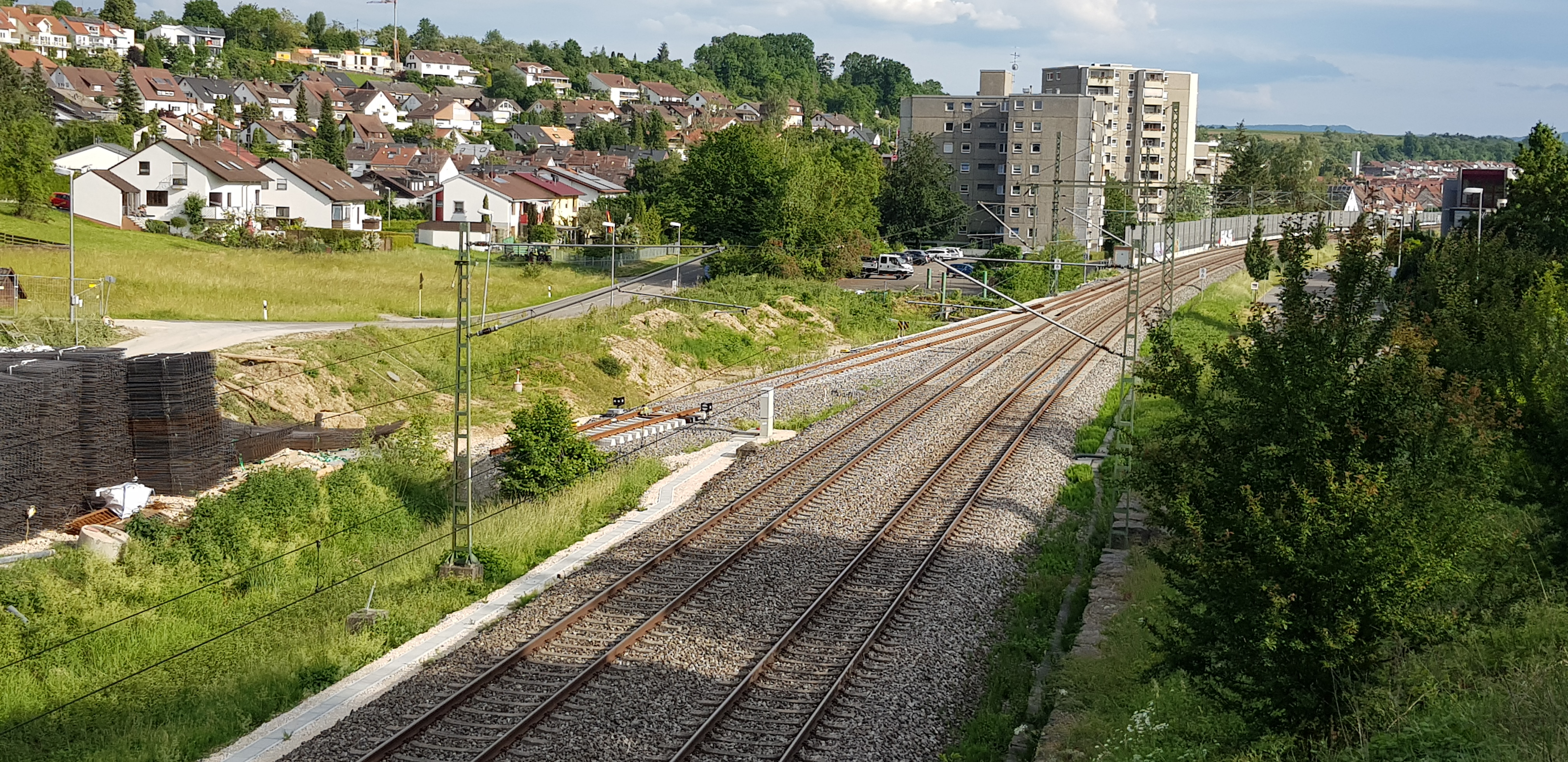
Einbindung der Wendlinger Kurve bei Oberboihingen (Bauzustand Mai 2020)

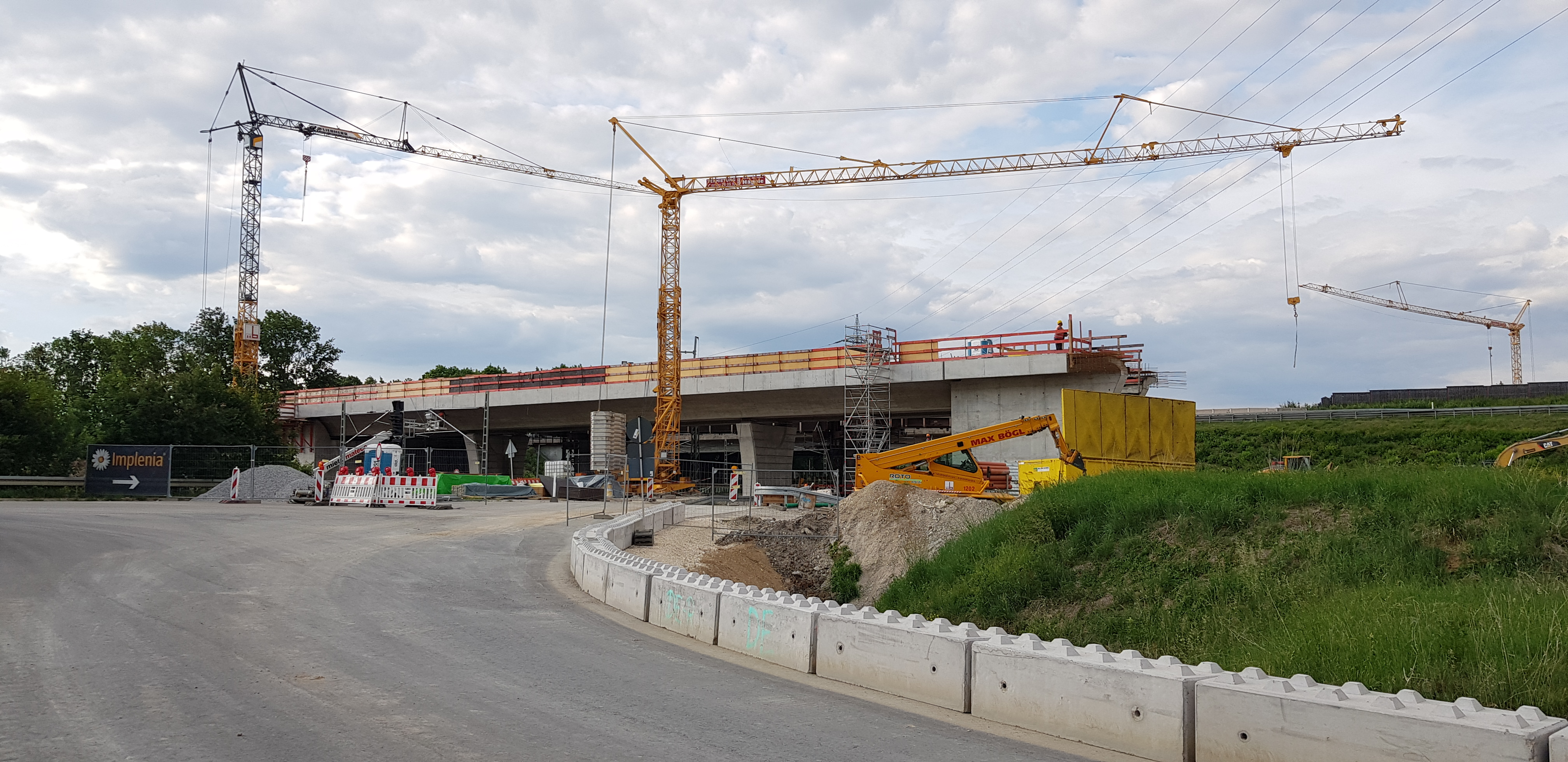
Brücke der Neubaustrecke über die Bahnstrecke Plochingen–Tübingen (Bauzustand Mai 2020)

Im Zuge von Stuttgart 21 wird die Strecke über die Wendlinger Kurve und die Güterzuganbindung mit der Schnellfahrstrecke Wendlingen–Ulm verbunden. Zur Einbindung der beiden neuen Strecken wurde auf der Bahnstrecke Plochingen–Tübingen zwischen Wendlingen und Nürtingen ein Gleiswechselbetrieb eingerichtet. Dies erfolgte, unabhängig von den Baumaßnahmen, auch zwischen Nürtingen und Reutlingen.
Eine Verkehrsprognose von 2013 erwartete für das Jahr 2025 ein Reisendenaufkommen zwischen 12.000 (bei Tübingen) und 20.300 Reisenden (bei Plochingen) pro Tag.
Ab 2023 sollte im Bahnhof Rottweil ein Elektronisches Stellwerk in Betrieb gehen, das die Abschnitte zwischen Horb und Sulz sowie zwischen Rottweil und Wurmlingen steuern soll. Die Strecke sollte zwischen Plochingen und Wendlingen bis 2030 in den Digitalen Knoten Stuttgart integriert und dabei mit Digitalen Stellwerken, ETCS und automatisiertem Fahrbetrieb ausgerüstet werden. Die Ausrüstung dieses Bereichs wurde jedoch 2024 aus finanziellen Gründen zurückgestellt.
Ein progressives Szenario einer 2020 vorgelegten Verkehrsprognose für das Jahr 2030 sieht eine Verlängerung des S1-Zwischentakts von Plochingen nach Nürtingen mit zwei Zügen pro Stunde vor. Der Verband Region Stuttgart beschloss am 22. April 2020, eine Planung (Leistungsphasen 1 bis 4) zur Anpassung von Bahnsteigen in Wendlingen, Oberboihingen und Nürtingen zu beauftragen, die für eine Verlängerung der S-Bahn bis Nürtingen erforderlich sind. Die Bahnsteige in Oberboihingen sollen bis Ende 2026 auf mindestens 220 m verlängert und auf 76 cm erhöht werden, mit Teilabschnitten auf 96 cm. Dafür sind 5,3 Millionen Euro vorgesehen. Ein für die S-Bahn geeigneter Bahnsteig in Wendlingen soll 2027 zur Verfügung stehen.
Im Mai 2022 wurden die Planung und Verlängerung der Bahnsteige in Kressbronn, Langenargen, Wannweil und Kirchentellinsfurt ausgeschrieben. Die Genehmigungsplanung ist 2023 geplant, der Baubeginn für 2026.
Langfristig ist auf der Strecke die Einführung einer Fernverkehrslinie im Zweistundentakt geplant. Die Deutsche Bahn plant hierzu die Einführung der Intercity-Linie Bamberg–Würzburg–Stuttgart–Tübingen zum Fahrplanwechsel im Dezember 2028. Dabei sollen Doppelstock-IC-Züge eingesetzt werden.

### Integration in die Regional-Stadtbahn Neckar-Alb
Um die Verkehrssituation in der Region Neckar-Alb zu verbessern, ist die Realisierung eines Zweisystem-Stadtbahnsystemes, der Regional-Stadtbahn Neckar-Alb, geplant. Diese soll im Abschnitt Metzingen–Tübingen der Bahnstrecke Plochingen–Tübingen verkehren.
Nach Elektrifizierung von Ermstal- und Ammertalbahn sind als Vorlaufbetrieb im „Modul 1“ ab Dezember 2022 durchgehend elektrisch betriebene Regionalbahnen von Bad Urach nach Herrenberg im 30-Minuten-Takt vorgesehen. Im Abschnitt Metzingen–Tübingen sollen zeitgleich die vier neuen Haltepunkte Reutlingen RTunlimited, Reutlingen Bösmannsäcker, Tübingen Neckaraue und Tübingen Güterbahnhof in Betrieb gehen, während der bestehende Haltepunkt Tübingen-Lustnau aufgelassen werden soll.
Im Juli 2021 wurde eine Blockverdichtung bei Bempflingen zwischen Nürtingen und Metzingen ausgeschrieben.

### Tunnel zwischen Sulz und Neckarhausen
Zwischen Sulz und Neckarhausen ist ein eingleisiger Tunnel geplant, mit dem der bestehende Streckenabschnitt umfahren werden soll. Mit dem für 160 km/h ausgelegten Tunnel soll die Strecke um 2,4 km verkürzt werden.

### Ausbau zwischen Horb und Tuttlingen
Das zweite Gleis zwischen Horb und Tuttlingen – zumindest teilweise – wieder zu verlegen, wurde bereits seit seiner Demontage 1946 erwogen. Die Wiederherstellung der Zweigleisigkeit ist auch im Generalverkehrsplan des Landes Baden-Württemberg enthalten.
2006 veröffentlichte das Bundesverkehrsministerium eine Vergleichsstudie, die den Nutzen einer Elektrifizierung der Südbahn und der Strecke Geltendorf–Lindau gegen die Wiederherstellung der Zweigleisigkeit zwischen Horb und Tuttlingen nach Standardisierter Bewertung abwog. Letztere Strecke schnitt dabei mit 0,6 deutlich schlechter als die beiden Vergleichsprojekte ab; das Vorhaben wäre demnach unwirtschaftlich.
Das baden-württembergische Innenministerium gab darauf eine weitere Studie in Auftrag, die neue Vorschläge für einen wirtschaftlicheren Ausbau machen sollte. Diese Studie vom März 2007 sieht keinen vollständigen zweigleisigen Ausbau zwischen Tuttlingen und Horb vor, sondern nur in den Abschnitten Horb–Neckarhausen, Rottweil–Spaichingen und Rietheim–Wurmlingen (zusammen ca. 25 km von 70 km zwischen Horb und Tuttlingen). Zu den Kosten des Ausbaus wurden unterschiedliche Zahlen publiziert, die damals zwischen 45 Mio. Euro und 158 Mio. Euro lagen. Econo kam zudem bei der Standardisierten Bewertung auf einen Nutzen-Kosten-Faktor von 1,3. Zehn Millionen Euro sind in der Studie als erste Maßnahmen für allgemeine Beschleunigungsmaßnahmen vorgesehen. Die im Interessenverband Gäu-Neckar-Bodensee-Bahn organisierten Streckenanlieger erklärten sich im März 2008 infolge des positiven Ergebnisses dieser Studie bereit, die Planungen des dort vorgeschlagenen beschränkten zweigleisigen Ausbaus vorzufinanzieren. Insgesamt stellte der Interessenverband 360.000 Euro zur Verfügung.
Seit etwa 2020 wird im Rahmen des Deutschlandtakts ein grundlegend verändertes Neu- und Ausbaukonzept verfolgt. Bis 2028 sollen Grundlagenermittlung und Vorplanung für den Neu- und Ausbau der Gäubahn zwischen Böblingen und der Schweizer Grenze abgeschlossen werden. Baugrunderkundung und -begutachtung sowie Vermessung sollen 2025 beginnen.

#### Abschnitt Horb–Neckarhausen
Zehn Millionen Euro sind in der Studie von 2007 auch für den zweigleisigen Ausbau des Abschnitts zwischen Horb und Neckarhausen vorgesehen. Im Juni 2010 kündigte das baden-württembergische Verkehrsministerium an, die Kosten für die Entwurfs- und Genehmigungsplanung dafür in Höhe von 800.000 Euro vorzufinanzieren. Die Baukosten wurden mittlerweile auf 12,6 Millionen Euro kalkuliert.
Anfang 2013 liefen für den Abschnitt Horb–Neckarhausen Entwurfs- und Genehmigungsplanung. Der Planfeststellungsantrag für den 5,8 Kilometer langen Abschnitt Horb–Neckarhausen (km 82,1 bis 87,9) wurde am 4. Februar 2014 beim Eisenbahn-Bundesamt gestellt und im April 2018 genehmigt.
Die Deutsche Bahn plante Anfang 2011 die Realisierung in den Jahren 2013 und 2014, im Mai 2011 den Baubeginn 2014, Mitte 2011 sollte der Baubeginn 2016 liegen und die Arbeiten 2018 abgeschlossen werden. 2016 sollte der Abschnitt 2020 in Betrieb genommen werden.
Die Finanzierungsvereinbarung wurde Ende April 2019 unterzeichnet. Am 29. Oktober 2021 wurde der Beginn erster Umweltmaßnahmen des auf inzwischen 106 Millionen Euro geschätzten Ausbauvorhabens gefeiert. Im Juni 2023 wurde der Streckenabschnitt für den zweigleisigen Ausbau komplett gesperrt. Die ursprünglich für Oktober 2023 vorgesehene Wiederaufnahme des Betriebs erfolgte erst Ende November 2023. Im Juli 2023 verschob die Deutsche Bahn die Inbetriebnahme des Stellwerks und des zweiten Streckengleises auf den Februar 2024, nachfolgend dann auf den 15. Dezember 2024.
Seit Ende Oktober 2024 ist das zweite Gleis in Betrieb.

#### Abschnitt Neckarhausen–Epfendorf
Zwischen Neckarhausen und Sulz ist inzwischen eine rund 700 m lange Talbrücke sowie ein eingleisiger, 3,5 km langer Tunnel (mit Rettungsstollen) geplant. Das Bauwerk soll mit 160 km/h befahrbar sein und den Weg um etwa 3,3 km verkürzen. Der Regionalverkehr soll weiterhin über den Bahnhof Sulz am Neckar verkehren.
Zwischen Sulz und Epfendorf ist ein zweigleisiger Ausbau auf einer Länge von 17 km geplant. Grundlagenermittlung und Vorplanung waren für 2024 im Gang. Der Baubeginn ist in den 2030er Jahren, die Inbetriebnahme in den 2040er Jahren vorgesehen.

#### Abschnitt Rottweil–Neufra (verworfen)
2017 war die Planung eines zweigleisigen Ausbaus im Abschnitt Rottweil–Neufra in die Sammelvereinbarung (SV) 38 zwischen Bund und DB AG aufgenommen worden. Im Rahmen der SV 38 werden die Leistungsphasen Grundlagenermittlung und Vorentwurfsplanung finanziert. Der Abschnitt befand sich Anfang 2020 noch in diesen beiden Leistungsphasen. Weitere Schritte sollten erst eingeleitet werden, wenn eine Gesamtkonzeption für die Strecke Horb–Tuttlingen vorliegt. Der Ausbau wird inzwischen nicht mehr weiter verfolgt.

#### Abschnitt Rietheim–Wurmlingen
Für den Abschnitt Rietheim–Wurmlingen bestand 2013 noch keine konkrete Planung. Die Deutsche Bahn begründete den Planungsstopp mit einem neuen Fahrplankonzept, das neue Überlegungen erfordere.
Ein im August 2021 veröffentlichter Entwurf für die Infrastrukturliste zum 3. Gutachterentwurfs des Deutschlandtakts enthielt ein „mittiges Überholgleis Wurmlingen – Tuttlingen für den Güterverkehr“. Dafür waren, zum Preisstand von 2015, Kosten von 41 Millionen Euro geplant.
Im Frühjahr 2024 waren Grundlagenermittlung und Vorplanung für einen vollwertigen zweigleisigen Ausbau auf dem 8 km langen Abschnitt zwischen Rietheim-Weilheim und Tuttlingen sowie einem Überholgleis im Bahnhof Wurmlingen im Gang. Der Baubeginn ist in den 2030er Jahren, die Inbetriebnahme in den 2040er Jahren geplant.

### Ausbau Tuttlingen–Immendingen
Im Rahmen des Konzepts Ringzug 2.0 soll der Abschnitt zwischen Tuttlingen und Immendingen ausgebaut und elektrifiziert werden. Ende 2021 wurde die Grundlagenermittlung und Vorplanung für das Projekt beauftragt. Diese ersten beiden Planungsphasen sollten 2024 abgeschlossen werden. Im Rahmen des Projekts „Gäubahn Abschnitt Süd“ ist hingegen kein Ausbau in diesem Abschnitt vorgesehen.